# Rivoluzione ucraina del 2014
La rivoluzione ucraina del 2014, nota anche come rivoluzione di Maidan e rivoluzione della dignità ebbe luogo nel febbraio 2014, come atto finale del periodo di forti proteste politiche noto come Euromaidan, iniziato il 21 novembre 2013. Vi furono scontri violenti a Kiev tra manifestanti e forze di polizia fedeli al presidente Viktor Janukovyč, che causarono decine di vittime, specialmente tra il 18 e il 20 febbraio. La rivolta si concluse con la fuga in Russia di Viktor Janukovyč e la caduta del governo di Mykola Azarov..
La rivoluzione fu seguita da una rapida serie di cambiamenti nel sistema politico dell'Ucraina, tra cui il ripristino della costituzione del 2004, l'installazione di un nuovo governo provvisorio presieduto da Arsenij Jacenjuk, l'abolizione di una legge che riconosceva il russo come lingua regionale ufficiale e lo svolgimento di elezioni presidenziali anticipate con l'elezione di Porošenko il 25 maggio 2014.

## L'inizio delle proteste, Euromaidan
21-24 novembre 2013 la sospensione delle trattative con l'UE e il rifiuto di Viktor Yanukovych di firmare l'accordo di associazione con l'Unione europea,il brusco cambiamento della politica da pro-europea a quella pro-russa, in seguito alle pressioni della Russia, scatena le prime proteste in piazza Maidan di circa 2000-3000 persone ogni giorno. I manifestanti, per lo più studenti, mettono su alcune tende, le manifestazioni continuano ogni giorno.
24 novembre, circa 100,000 persone (Kyiv), e nelle altre città maggiori, scende per strada in supporto all'integrazione Europea. In questo momento le proteste vengono ancora chiamate EuroMaidan. Le manifestazioni a sostegno dell'integrazione europea si svolgono anche nella Crimea e Donetsk.
30 novembre, una piccola e pacifica manifestazione di meno di 500 persone giovanile viene brutalmente attaccata di notte da Berkut armati, un'unità di polizia antisommossa. I giovani vengono picchiati, calpestati e dispersi. L'Ucraina assiste al suo primo brutale pestaggio di manifestanti pacifici. Il governo erige delle recinzioni in Piazza Indipendenza (Maidan).
Il 1º dicembre 2013 fino a 500 000 dimostranti provenienti da Kyiv e altre città ucraine si radunano presso il monumento al poeta Taras Shevchenko a Kyiv e camminano verso la Piazza dell'Indipendenza (Maidan). Le truppe Berkut che sorvegliavano la piazza si ritirano. I manifestanti scandiscono "Per la dignità umana!" e "Giù il governo!"
Dall'8 all'11 dicembre 2013 il Berkut lancia massicci attacchi a Maidan per disperdere i manifestanti. Usano granate assordanti. Gli attivisti di Maidan mobilitano la popolazione di Kyiv, che rapidamente scende sulla scena degli eventi. Il numero di manifestanti aumenta drasticamente. Berkut si ritira.
Dak 16 al 19 gennaio 2014 il governo adotta una serie di leggi anti-democratiche, contro le assemblee pacifiche e le ONG, chiamate "leggi dittatoriali" dagli attivisti di Euromaidan, dalle organizzazioni non governative e dai media.
19 gennaio: il governo annuncia l'avvio di un'operazione antiterrorismo. I primi dimostranti vengono uccisi in violenti scontri di massa in via Hrushevsky. Con i manifestanti, da un lato, e la polizia antisommossa Berkut e le unità speciali delle truppe interne portate a Kyiv da altre regioni dell'Ucraina, compresa la Crimea. L'opposizione in parlamento chiede le dimissioni del governo, l'annullamento delle leggi del 16 gennaio e l'amnistia per tutti i manifestanti detenuti. Le leggi draconiane vengono revocate dal parlamento. I violenti scontri durano dal 19 al 21 gennaio in via Hrushevsky, fuori dallo stadio Dynamo e adiacente alle proteste in corso di Euromaidan in piazza dell'Indipendenza.
Il 28 gennaio 9 delle 12 leggi anti-protesta vengono abolite e il presidente accetta le dimissioni del primo ministro Azarov. 12 febbraio il presidente forma un governo di coalizione.
15 febbraio il governo firma la legge per rilasciare tutti i detenuti durante le manifestazioni dopo il 17 febbraio. In cambio i manifestanti di EuroMaidan sbloccano gli edifici governativi precedentemente occupati sia a Kyiv che nelle regioni. L'opposizione chiede il ritorno alla precedente costituzione, che limita notevolmente i poteri del presidente.
Tra il 19 gennaio al 21 febbraio si sono verificati gli scontri più violenti. In cui forze dell'ordine usano le armi contro i manifestanti causando la morte di 88 persone. Insieme ai deceduti in seguito, il bilancio totale delle vittime sale a oltre 113 persone, nominati come “i cento del cielo”.

## Da Euromaidan a Rivoluzione
Un periodo di relativa calma nelle manifestazioni anti-governative si interruppe bruscamente.

### Gli scontri mortali in via Hruševsky
18 febbraio 2014 circa 20 000 manifestanti di Maidan marciano da Piazza Indipendenza verso la Verkhovna Rada (parlamento ucraino) a sostegno del ripristino della Costituzione del 2004, che era stata abrogata dalla Corte costituzionale dopo che Yanukovych era stato eletto presidente. I Berkut bloccano il loro cammino. Lo scontro in via Hruševsky diventa violento.
Le forze di sicurezza sparano con armi da fuoco, tra cui armi automatiche e fucili di precisione, caricati sia con proiettili di gomma che, in seguito, con munizioni vere, utilizzano anche gas lacrimogeni e granate stordenti per respingere migliaia di dimostranti. I dimostranti combattono con pietre e mazze, molotov e armi da fuoco e fanno nella sede del Partito delle Regioni. Undici dimostranti sono stati uccisi o feriti mortalmente; tre sono stati uccisi a colpi di arma da fuoco dalla polizia, otto sono morti per altre ferite. Anche quattro agenti di polizia sono stati uccisi

### L'assalto della polizia alla Piazza dell'Indipendenza
La sera tra il 18 e 19 febbraio la polizia antisommossa comincia l'operazione di smantellamento della Piazza dell'Indipendenza, che è stata la scena di un campo di protesta per lo più pacifico dal Novembre 2013. Gli agenti lanciano granate riempite con chiodi e bulloni contro i dimostranti, che rispondono con molotov. Vengono utilizzate munizioni vere.

Gli scontri causarono la morte di diciassette manifestanti e cinque poliziotti. La maggior parte dei manifestanti fu uccisa a colpi di arma da fuoco dalla polizia. Altri due morirono quando la polizia antisommossa diede fuoco alla Sede dell'Unione dei Sindacati, che fungeva da quartier generale di Maidan. Un altro manifestante e un giornalista furono uccisi dai titushky (lealisti del governo). Cinque poliziotti morirono per ferite da arma da fuoco.

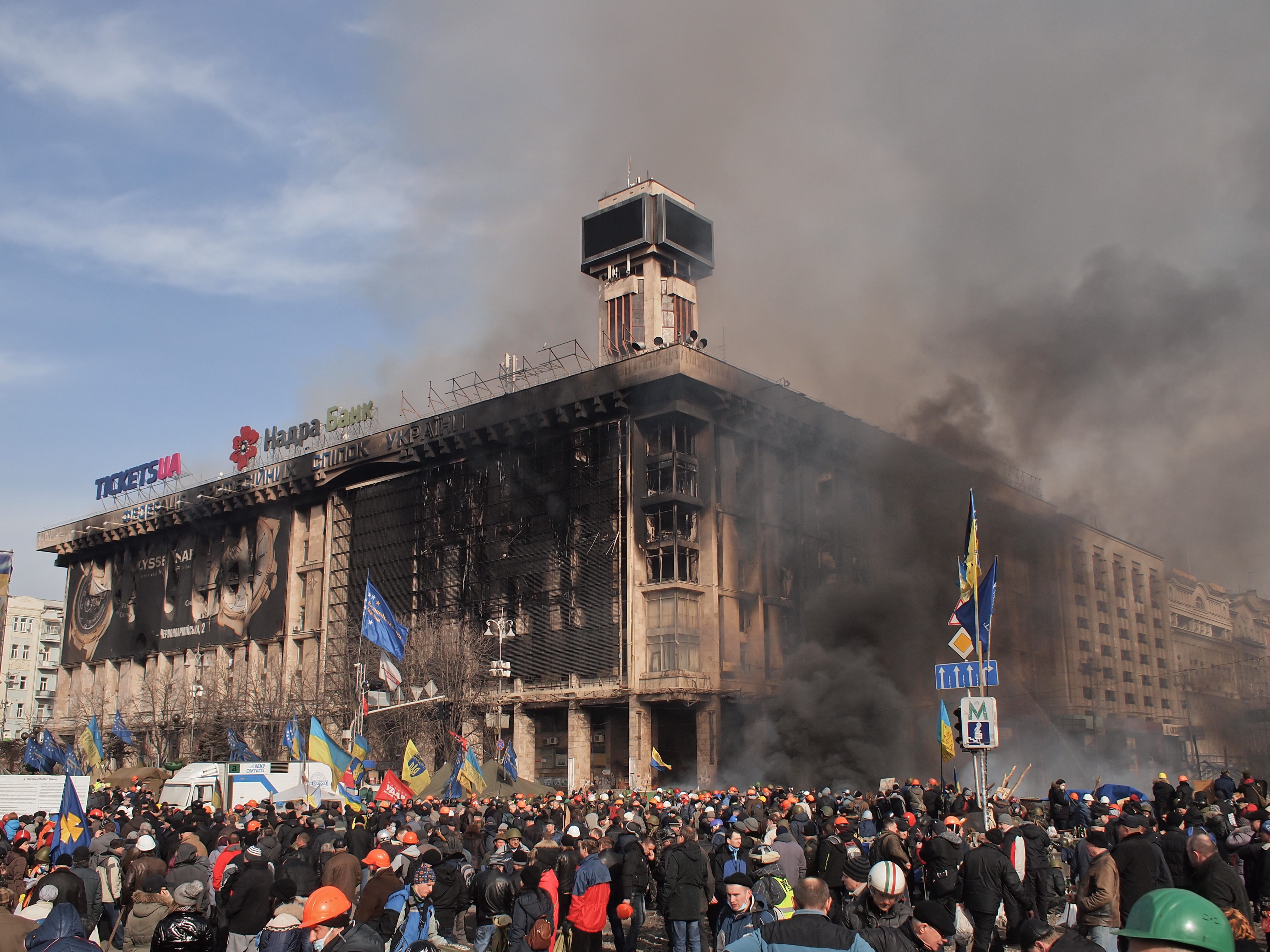
Incendio del quartier generale dell'Euromaidan nella Sede dell'Unione dei Sindacati.

L'edificio del sindacato, che serviva come quartier generale dei dimostranti ed era stato trasformato in un ospedale improvvisato, prende fuoco. Testimoni dicono che i medici operavano sui tavoli da pranzo mentre la polizia antisommossa lanciava granate fumogene attraverso le finestre.

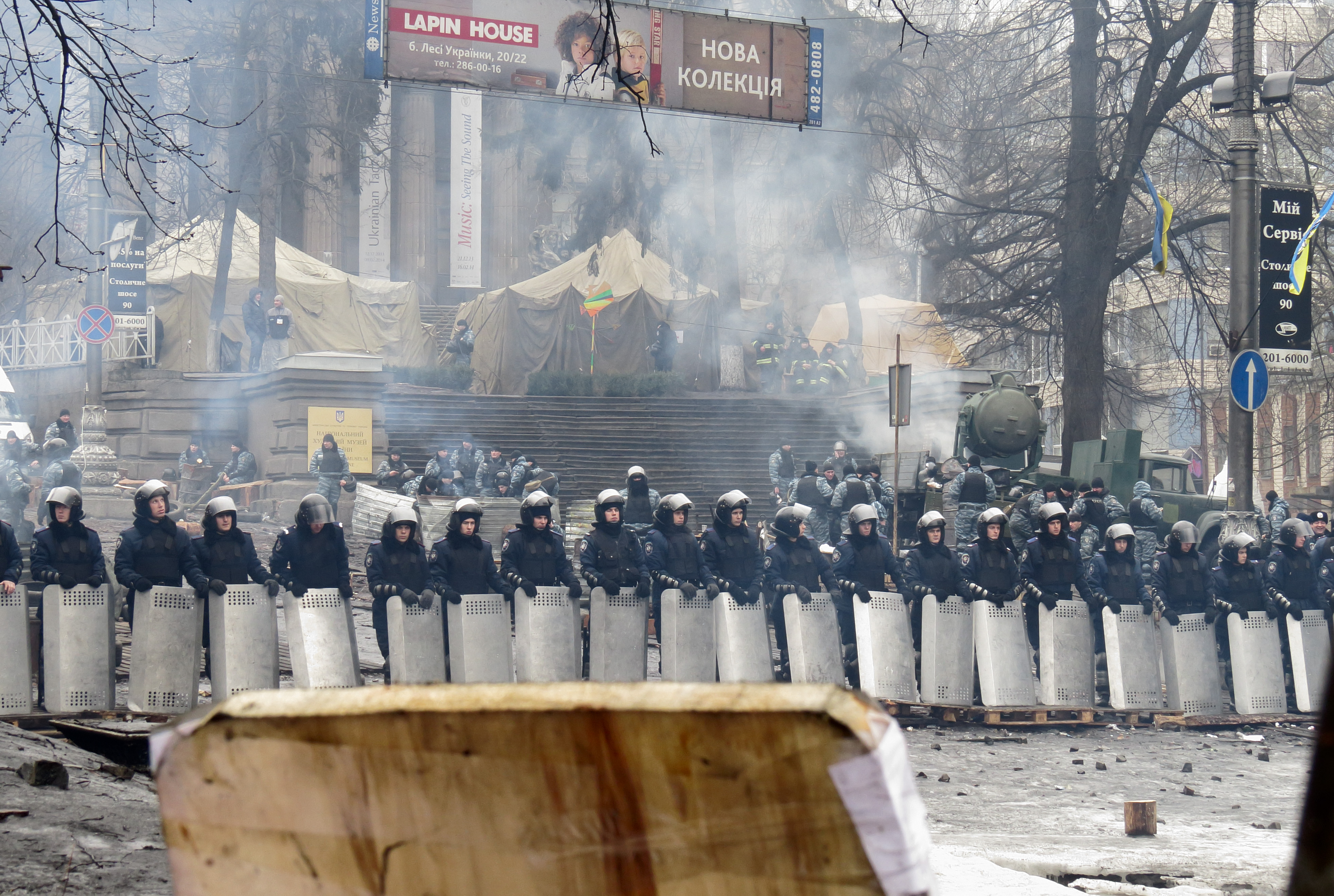
Una linea di polizia antisommossa a Kiev il 12 febbraio.

Per protestare contro la morte dei civili, gli attivisti di Maidan iniziarono ad occupare di nuovo gli edifici dell'amministrazione statale regionale.
Alcune regioni, tra cui l'Oblast' di Leopoli, cominciarono a dichiararsi politicamente indipendenti dal governo centrale.
Il 19 febbraio, le autorità istituirono posti di blocco della polizia, la chiusura della metro, restrizioni sul trasporto pubblico e la chiusura delle scuole a Kiev, che i media indicarono come de facto uno stato di emergenza.
Un membro del parlamento dichiarò in un'intervista che fu di fatto attuato uno stato di emergenza a livello nazionale così come il trasporto nella capitale fu paralizzato.
Il 20 febbraio, il Ministro degli Interni Vitalij Zacharčenko annunciò di avere firmato un decreto che autorizzava l'uso di munizioni vere contro i manifestanti.

### I cecchini e gli scontri in via Instytutska
La mattina del 20 febbraio, la polizia antisommossa si raduna ai margini di Piazza Indipendenza. Scoppiano degli scontri e due ufficiali della Berkut vengono uccisi a colpi di arma da fuoco. Verso le 9 del mattino, i manifestanti cercano di allontanare la Berkut da Maidan, la Berkut si ritira su per la via Instytutska.
La Berkut spara indiscriminatamente sui manifestanti da terra, mentre i cecchini sparano sui manifestanti dall'alto. A mezzogiorno, 48 manifestanti vengono uccisi a colpi di arma da fuoco sulla via Instytutska, così come altri due ufficiali della Berkut.
In risposta, il giorno successivo il Presidente del Parlamento Ucraino Volodymyr Rybak annunciò di aver firmato un decreto parlamentare che condannava l'uso della forza e sollecitando tutte le istituzioni (Ministero degli Affari Interni, Gabinetto dei Ministri, ecc) a cessare immediatamente tutte le azioni militari contro i manifestanti. Il parlamento ucraino sospese anche il Ministro degli Interni Zacharčenko dalle sue funzioni.
Il 21 febbraio il presidente Janukovyč firmò un accordo di compromesso con i leader dell'opposizione che attuava modifiche costituzionali ai poteri in mano di nuovo alle elezioni parlamentari, che si sarebbero tenute entro il dicembre dello stesso anno.
Nonostante l'accordo migliaia di manifestanti continuarono le proteste nel centro di Kiev e presero il pieno controllo del distretto governativo; presero il parlamento, gli alloggi amministrativi del presidente, il Consiglio dei Ministri, e il Ministero dell'Interno.
Il 21 febbraio fu introdotto un disegno di legge sullo messa in stato di accusa nel Parlamento Ucraino, ma non furono forniti dettagli e il Parlamento Ucraino non passò alla votazione per mettere sotto accusa Janukovyč secondo la procedura legale. Il 21 febbraio Janukovyč partì per Charkiv per partecipare ad un summit delle regioni sud-orientali, secondo i resoconti dei media.

### La fuga di Janukovyč in Russia
Il 22 febbraio il Parlamento votò per dichiarare che la poltrona del presidente era vacante, dovuta al fatto che Janukovyč aveva lasciato l'Ucraina e non esercitava più le sue funzioni. Un editoriale di Der Spiegel sostenne l'incostituzionalità del voto.
Il 22 febbraio il Parlamento nominò il suo portavoce Oleksandr Turčynov come presidente ad interim il 23 febbraio. Un mandato per l'arresto di Janukovyč venne emesso da parte del nuovo governo il 24 febbraio. Nel corso dei giorni successivi in Crimea, politici nazionalisti russi e attivisti organizzarono raduni e esortarono la Russia a difendere la Crimea dall'avanzata dei "fascisti" nel resto dell'Ucraina.
Il 22 febbraio alcune fonti riportarono che il controllo di Kiev fosse passato in mano ai manifestanti e che il presidente Viktor Janukovyč abbandonò la capitale per spostarsi verso l'Ucraina orientale. Euronews riferì che il governo ucraino espresse la volontà di contribuire a rendere un ordinato passaggio delle consegne del potere per una nuova amministrazione. Il Parlamento, o Verchovna Rada, votò con 328 voti favorevoli e 0 contrari alla messa in stato di accusa di Janukovyč e per le nuove elezioni presidenziali previste per il 25 maggio. A partire dal 23 febbraio 2014 la localizzazione di Janukovyč divenne ignota, con molteplici ipotesi contrastanti in merito suoi ultimi movimenti.
Il 28 febbraio il presidente Janukovyč partecipò a una conferenza stampa nel Sud della Russia e rispose alle domande dei giornalisti per lo più russi. Janukovyč affermò che riteneva illegali le elezioni presidenziali anticipate che si sarebbero tenute a fine maggio, per le quali dichiarò che "non avrebbe partecipato". Affermò anche che nonostante questo avrebbe potuto contribuire a calmare la situazione, il 21 febbraio non era stato siglato un accordo con l'opposizione.
Il 1º marzo il parlamento russo approvò una richiesta del presidente Vladimir Putin di schierare truppe russe in Ucraina.

## Antefatti

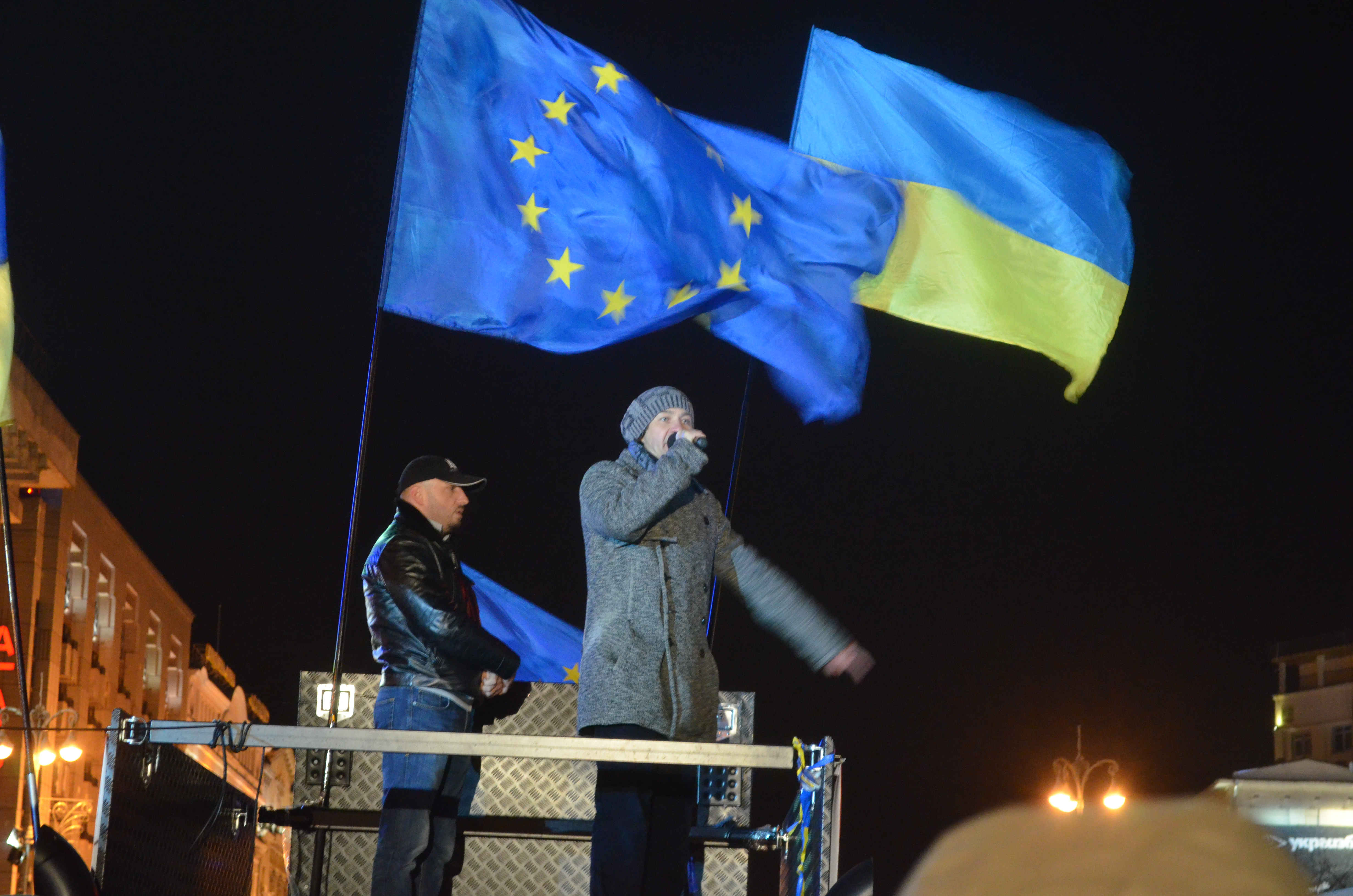
Manifestanti pro-UE dell'Euromaidan a Kiev, dicembre 2013

Le proteste scoppiarono inizialmente a novembre del 2013, dopo che il presidente Viktor Janukovyč scelse di non firmare un accordo di libero scambio e di associazione politica con l'Unione europea al vertice del partenariato orientale a Vilnius, scegliendo invece di stringere legami più stretti con la Russia. Il primo ministro Mykola Azarov chiese 20 miliardi di euro (27 miliardi di dollari) in finanziamenti e aiuti. L'UE era disposta ad offrire 610 milioni di euro (838 milioni di dollari) in prestiti, mentre la Russia era disposta a offrire 15 miliardi di dollari in prestiti. La Russia offrì all'Ucraina anche prezzi del gas più economici. Oltre al denaro, l'UE richiedeva necessarie ed importanti modifiche ai regolamenti e alle leggi in Ucraina. La Russia, invece, non lo chiedeva. La Russia applicò anche pressioni economiche sull'Ucraina e lanciò una campagna di propaganda contro l'accordo UE-Ucraina.
Janukovyč era impopolare nella zona ovest dell'Ucraina, ma aveva un certo sostegno nella sua nativa regione orientale di lingua russa, così come nel sud. I raduni furono inizialmente pacifici ma divennero violenti a gennaio del 2014, dopo che il Parlamento, dominato dai sostenitori di Janukovyč, approvò delle leggi volte a reprimere la protesta. La Russia, nella speranza di costruire un'alleanza più forte tra Stati ex-sovietici, compì notevoli sforzi per far fallire il patto tra Ucraina e Unione europea con un misto di sanzioni commerciali e promesse. L'Unione europea e gli Stati Uniti d'America esortarono Janukovyč a negoziare una fine pacifica del conflitto e dissero che avrebbero introdotto sanzioni contro i responsabili delle violenze.
Nel periodo precedente i disordini di febbraio venne stipulato un accordo di amnistia con i manifestanti, verso cui non si sarebbero intraprese azioni penali se avessero sgomberato gli edifici occupati. I manifestanti liberarono tutti gli edifici delle Amministrazioni Regionali dello Stato da loro occupati e gli attivisti a Kiev si ritirarono dalla situazione di stallo di via Hruševs'koho; anche il Municipio di Kiev venne restituito al controllo del governo il 16 febbraio. Venne programmato il rilascio dopo il 17 febbraio di tutti i manifestanti che già erano in carcere per aver preso parte alle proteste.
Il 14 febbraio 2014 il presidente Janukovyč aveva dichiarato "Voglio dire che sono stato esortato e vengo esortato a ricorrere a vari metodi per risolvere la situazione, ma voglio anche dire che non voglio una guerra. Non voglio decisioni prese in modo così radicale". Il presidente Janukovyč invitò ulteriormente tutti i politici ad astenersi da radicalismo e a capire che "c'è una linea che non deve essere attraversata e questa linea è legge".

### Coinvolgimento russo

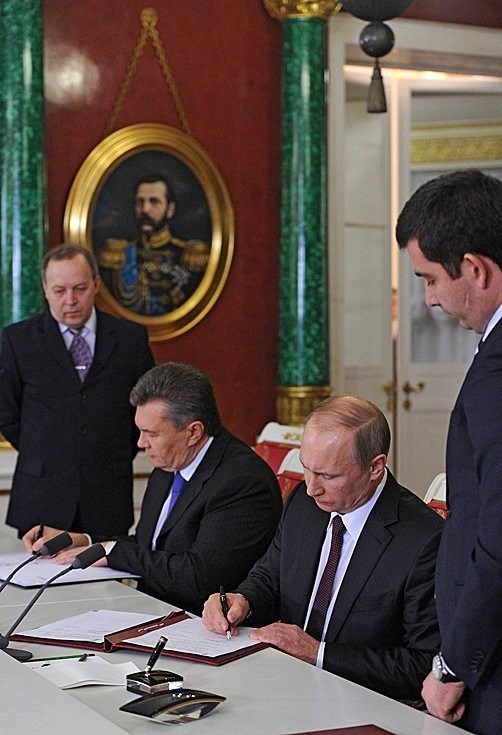
Piano d'azione ucraino-russo del 17 dicembre 2013

L'impressione che Janukovyč cercasse di stabilire legami più stretti con la Russia giocò un ruolo importante nelle proteste. Janukovyč aveva accettato dalla Russia come fondi di "salvataggio" due miliardi di dollari su un pacchetto di 15 miliardi, e questo venne interpretato come un segno che il governo avrebbe cercato legami stretti con Putin. Funzionari russi avevano esercitato pressioni sul governo ucraino affinché prendesse azioni decisive per schiacciare le proteste; è stato inoltre notato che l'assalto della polizia contro i manifestanti Euromaidan è stato ordinato poche ore dopo che i due miliardi di dollari dalla Russia erano stati trasferiti. Vari ministri di tutta Europa accusarono la Russia di fomentare le violenze. Nel corso di un'intervista il 20 febbraio, Aleksandr Musienko, colonnello in pensione del Direttorato Principale dell'Informazione della Russia (GRU), dichiarò che il conflitto poteva essere risolto solo con la forza e che l'Ucraina aveva dimostrato di non poter esistere come stato indipendente e sovrano.
Secondo i documenti governativi rilasciati dall'ex vice ministro degli interni Hennadij Moskal', dei funzionari russi sarebbero serviti come consulenti per eseguire le operazioni contro i manifestanti. Con i nomi in codice "Wave" e "Boomerang", le operazioni prevedevano di disperdere la folla con l'uso di cecchini e di prendere il quartier generale dei manifestanti nella Casa dei Sindacati. Prima che alcuni agenti disertassero, i piani comprendevano il dispiegamento di un totale di 22 000 agenti di sicurezza in città. Secondo i documenti, l'ex-primo vicedirettore del GRU russo avrebbe soggiornato presso l'hotel Kiev e avrebbe svolto un ruolo importante nei preparativi, pagato dal Servizio di sicurezza dell'Ucraina (SBU). Secondo Reuters, l'autenticità dei documenti non può essere confermata. Il ministro dell'Interno Arsenij Avakov dichiarò che il conflitto era stato provocato da terzi 'non-ucraini', e che un'indagine era in corso.
A seguito di concessioni il 21 febbraio, dopo una repressione fallita che lasciò fino a 100 morti, il primo ministro russo Dmitrij Medvedev affermò che Janukovyč avrebbe dovuto smettere di comportarsi come uno "zerbino" e che le restanti tranche del prestito non sarebbero state erogate. Il Consigliere politico russo Sergej Markov poi assicurò che "la Russia farà tutto quanto consentito dalla legge per evitare che [l'opposizione] prenda il potere". Il 24 febbraio, in seguito agli eventi della rivoluzione, il ministero degli Esteri russo rilasciò una dichiarazione esortando gli ucraini a "reprimere gli estremisti che cercano di affermarsi al potere" e il primo ministro Dmitrij Medvedev rifiutò di riconoscere il governo provvisorio come legittimo.
Nel corso di una conferenza stampa il 3 aprile 2014, il nuovo ministro degli Interni dell'Ucraina, il procuratore capo e il capo della sicurezza dichiararono che più di 30 agenti del Servizio federale per la sicurezza della Federazione russa (FSB) avevano preso parte alla repressione sui manifestanti e che (oltre a partecipare alla pianificazione) avevano anche fatto arrivare grandi quantità di esplosivo a un aeroporto nei pressi di Kiev. Valentyn Nalyvajčenko, capo ad interim dell'Agenzia di Sicurezza dello Stato dell'Ucraina (SBU), disse che, durante l'intera protesta dell'Euromaidan, erano state fornite agli agenti di stanza a Kiev "telecomunicazioni statali", mentre risiedevano in una struttura dell'SBU ed erano in contatto regolare con i funzionari di sicurezza ucraini. "Abbiamo motivate ragioni per ritenere che gli stessi gruppi che si trovavano in un campo di allenamento SBU abbiano partecipato alla pianificazione e all'esecuzione delle attività di questa cosiddetta operazione antiterrorismo", ha detto Nalyvajčenko. Aggiunse che gli inquirenti avevano stabilito che Oleksandr Jakymenko (capo dell'SBU sotto Janukovyč), che in seguito lasciò il paese, aveva ricevuto segnalazioni da parte di agenti dell'FSB che erano di stanza in Ucraina e che Jakymenko aveva svolto diversi briefing con gli agenti. L'Ufficio di Sicurezza Federale russo ha respinto queste affermazioni come "accuse infondate" e si è rifiutato di aggiungere altro.

## Cronologia

### 18 febbraio

#### Scontri iniziali (Mariïns'kyj e Lypky)

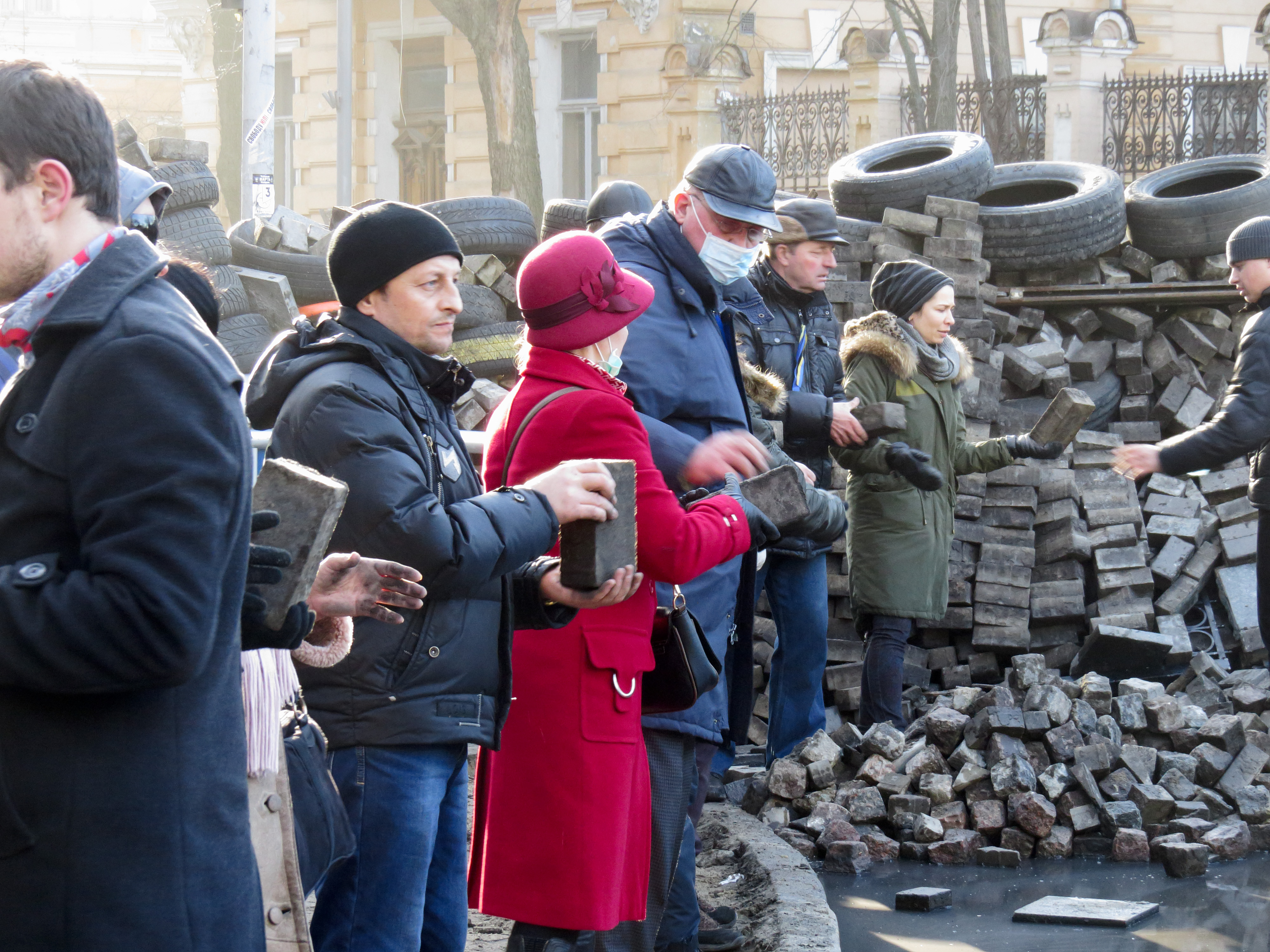
Manifestanti costruiscono una barricata.

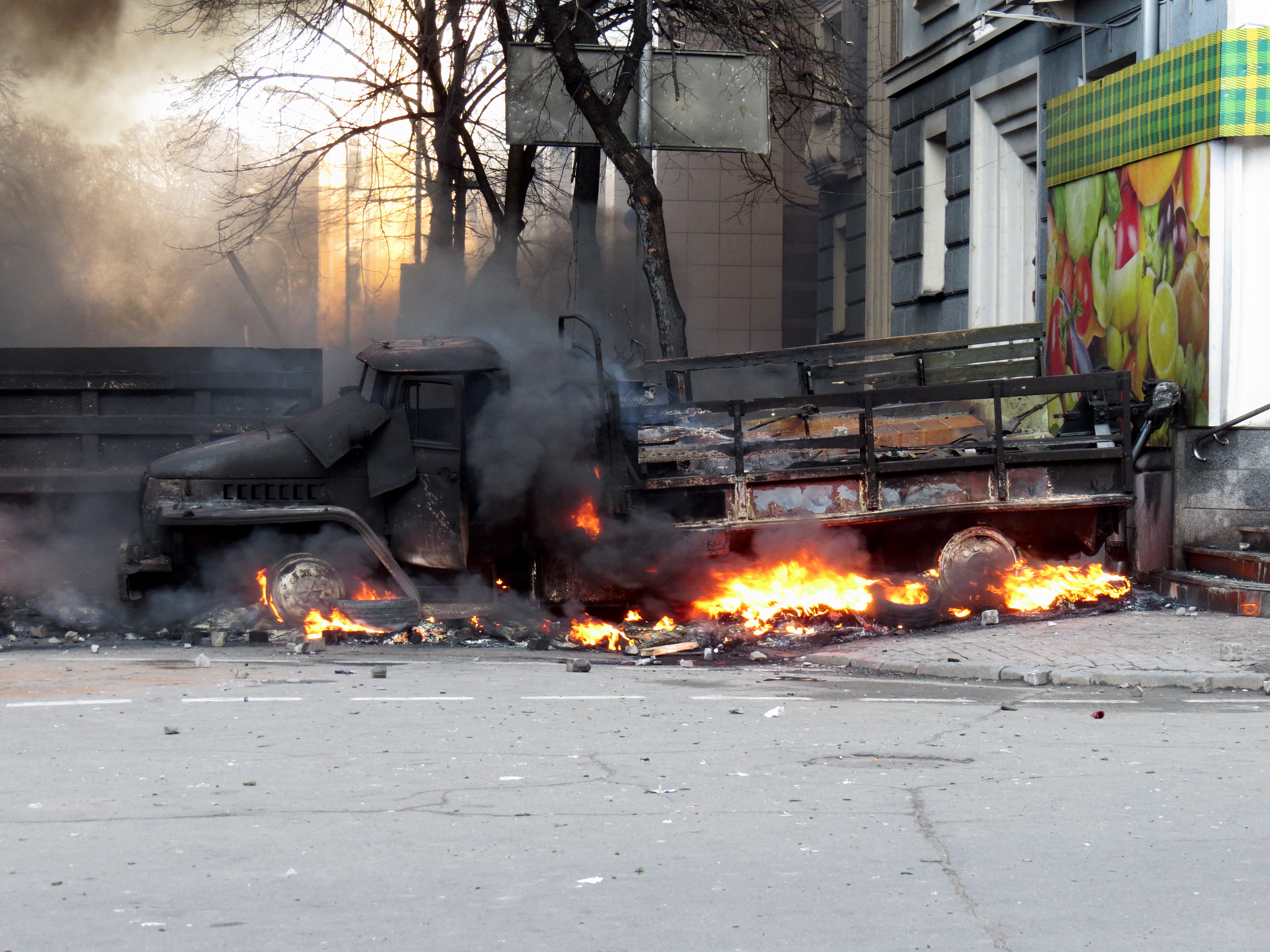
Camion che trasportava truppe viene bruciato sul crocevia nel centro della città di Kiev il 18 febbraio

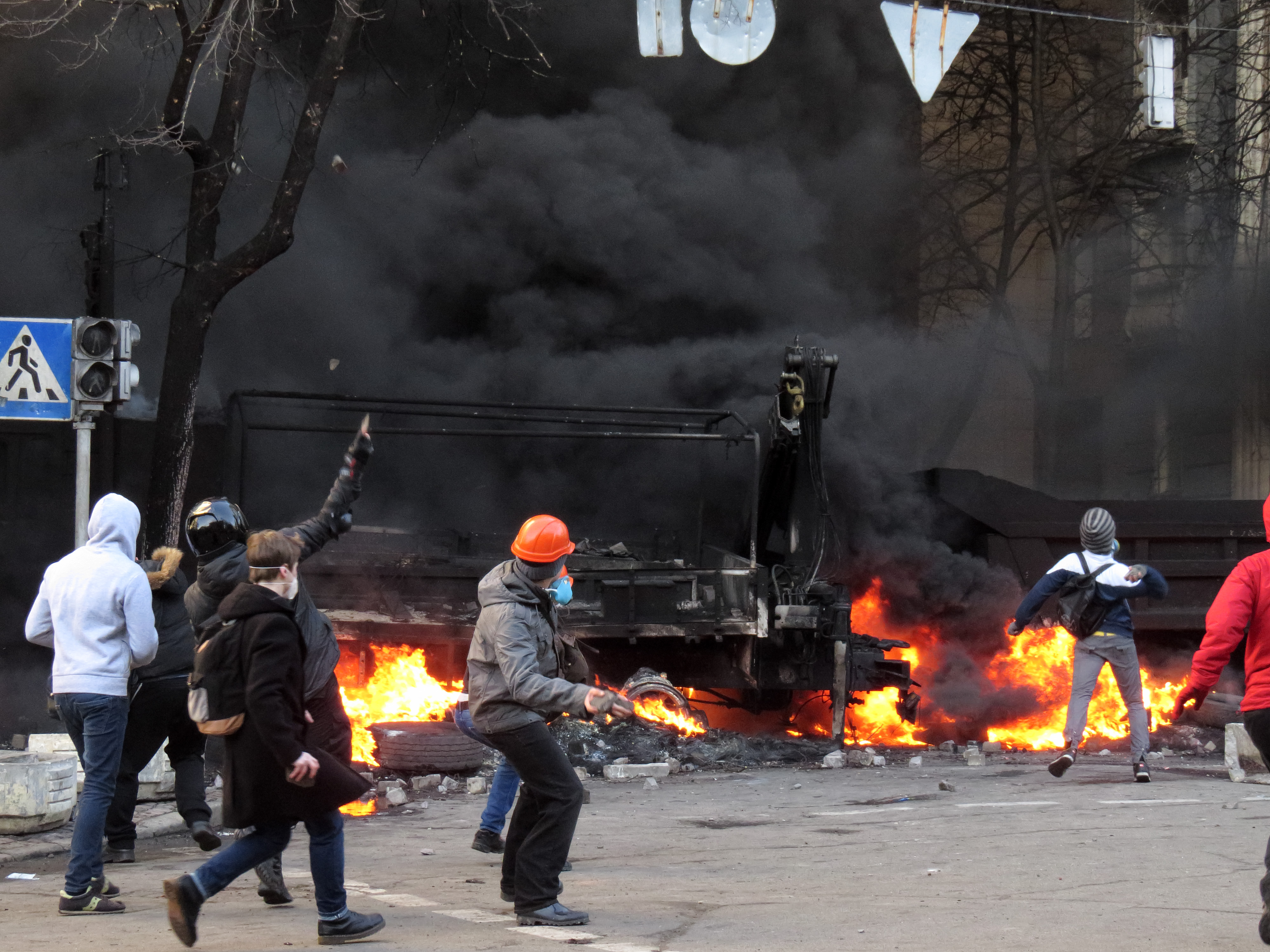
I manifestanti lanciano mattoni e bottiglie molotov contro la polizia che sta dietro la barricata che brucia

La notte prima degli scontri Settore Destro emise un comunicato, chiedendo a tutti i suoi membri di prepararsi a una "offensiva di pace" il 18 febbraio. Anche l'Unione Popolare di Majdan invitò tutti i cittadini interessati a prendere parte alla "offensiva di pace", a cui anche le associazioni studentesche si erano impegnate a partecipare. Alle 8:00 del 18 febbraio l'Unione di Majdan annunciò che le colonne di manifestanti avrebbero iniziato a marciare sul parlamento alle 8:30.
La mattina del 18 febbraio circa 20 000 manifestanti marciarono verso il palazzo della Verchovna Rada, il Parlamento, affinché prendesse in considerazione le richieste dell'opposizione per una nuova costituzione e un cambio di governo. Intorno alle 9:45 la colonna in marcia dei manifestanti sfondò il cordone di polizia costituito da diversi furgoni per il trasporto di personale presso il palazzo della Casa Centrale degli Ufficiali di Ucraina (all'incrocio tra Hruševs'koho e Kriposnyj). I manifestanti sfondarono la barricata e respinsero il cordone di polizia da parte. Gli scontri iniziarono dopo che circa due dozzine di manifestanti spostarono un veicolo della polizia che bloccava il percorso verso il parlamento. Alle 10:00 la parlamentare di Batkivščyna Lesja Orobec' riferì che la polizia, armata di fucili a pompa Fort-500T, aveva iniziato un attacco con granate stordenti dalle vie Šovkovyčna e Lypska.
Avvicinandosi all'edificio della Verchovna Rada, alle 10:08 la colonna incontrò resistenza da parte di un altro cordone di polizia e iniziò a premervi contro. È stato riportato che il numero di manifestanti fosse salito a 50 000. Alle 10:18 altri rapporti dichiaravano che in via Instytuts'ka si fossero viste esplosioni e fumo, mentre i manifestanti avevano iniziato a strappare i blocchi del pavé. Alle 10:21 i manifestanti cominciarono a lanciare i blocchi di pavimentazione contro la polizia, mentre gli agenti, difendendosi con gli scudi, cercavano di reprimere la folla con granate stordenti. Alle 10:22 i manifestanti che si erano barricati nei pressi del colonnato del Dynamo Stadium cominciarono a dare fuoco a degli pneumatici. Alle 10:28 ci furono segnalazioni che gli autobus scaricavano persone sorvegliate dalla polizia dall'altra parte del Parco Mariïns'kyj sul doroha Parkova dalle 8. Era previsto che alle 10:30 circa il parlamento si sarebbe dovuto esprimere sulle modifiche alla Costituzione dell'Ucraina. Riunita l'assemblea, il disegno di legge per ripristinare la Costituzione del 2004 non venne registrato dall'oratore Rybak, nonostante fosse giuridicamente obbligato a farlo. Oleksandr Donij, un deputato indipendente, disse che "hanno distribuito l'ordine del giorno (per la sessione di oggi), come se non ci fosse una crisi nel paese. Tutte le questioni su di esso sono secondarie", mentre il leader dell'opposizione Vitalij Klyčko accusò il presidente di limitare i membri del parlamento e di manipolare la situazione. In quel momento il parlamentare Volodymyr Ariev riferì che la polizia sparava alle parlamentari dell'opposizione.
Alle 10:33 gli scontri di strada tra manifestanti e polizia si spostarono in via Šovkovnyča, con lanci di sampietrini e di bombe a mano rispettivamente. Alle 10:35 i manifestanti iniziarono a sventolare banconote da 200 hrivna davanti ai titušky situati nel Parco Mariïns'kyj. Alle 10:43 l'attivista Oleksandr Aronec' riferì che i cecchini stavano prendendo di mira i civili e disse di aver visto un uomo cadere a terra accanto a lui. Ci sono foto di titušky che utilizzano attrezzature della polizia. Alle 10:52 una colonna di silovik partì dal palazzo del parlamento verso via Šovkovnyča. All'angolo tra Šovkovnyča e Instytuts'ka, gruppi di titušky furono notati insieme agli agenti di polizia.
Verso le ore 11:00 furono visti manifestanti che avevano riportato gravi ferite. All'incrocio di via Šovkovnyča, due donne vennero ferite dai proiettili di gomma sparati dalla polizia: una al cuore, una alla fronte. Alle 11:02 scoppiò uno scontro nel Parco Mariïns'kyj tra manifestanti Anti-Maidan ed Euromaidan, mentre la polizia lanciava bottiglie molotov. Alle 11:05 Lesja Orobec' riferì che i Berkut portavano armi da fuoco. In via Šovkovnyča una barricata di camion dell'immondizia venne data alle fiamme. Alle 11:09 un camion dei pompieri arrivati a Šovkovnyča notò come la strada era piena di fumo nero e denso. Alle 11:10 la polizia iniziò a utilizzare fucili e a lanciare granate dai tetti sulla folla. La giornalista Janina Sokolovs'ka (Izvestija in Ucraina), affermò che individui in mimetica stavano lanciando granate sulla folla, con i manifestanti che hanno concluso che quelle persone fossero Berkut. Alle 11:18 la canzone sovietica "la Guerra Patriottica" ha iniziato a risuonare dalla sede del Partito delle Regioni nel Parco Marinsky.

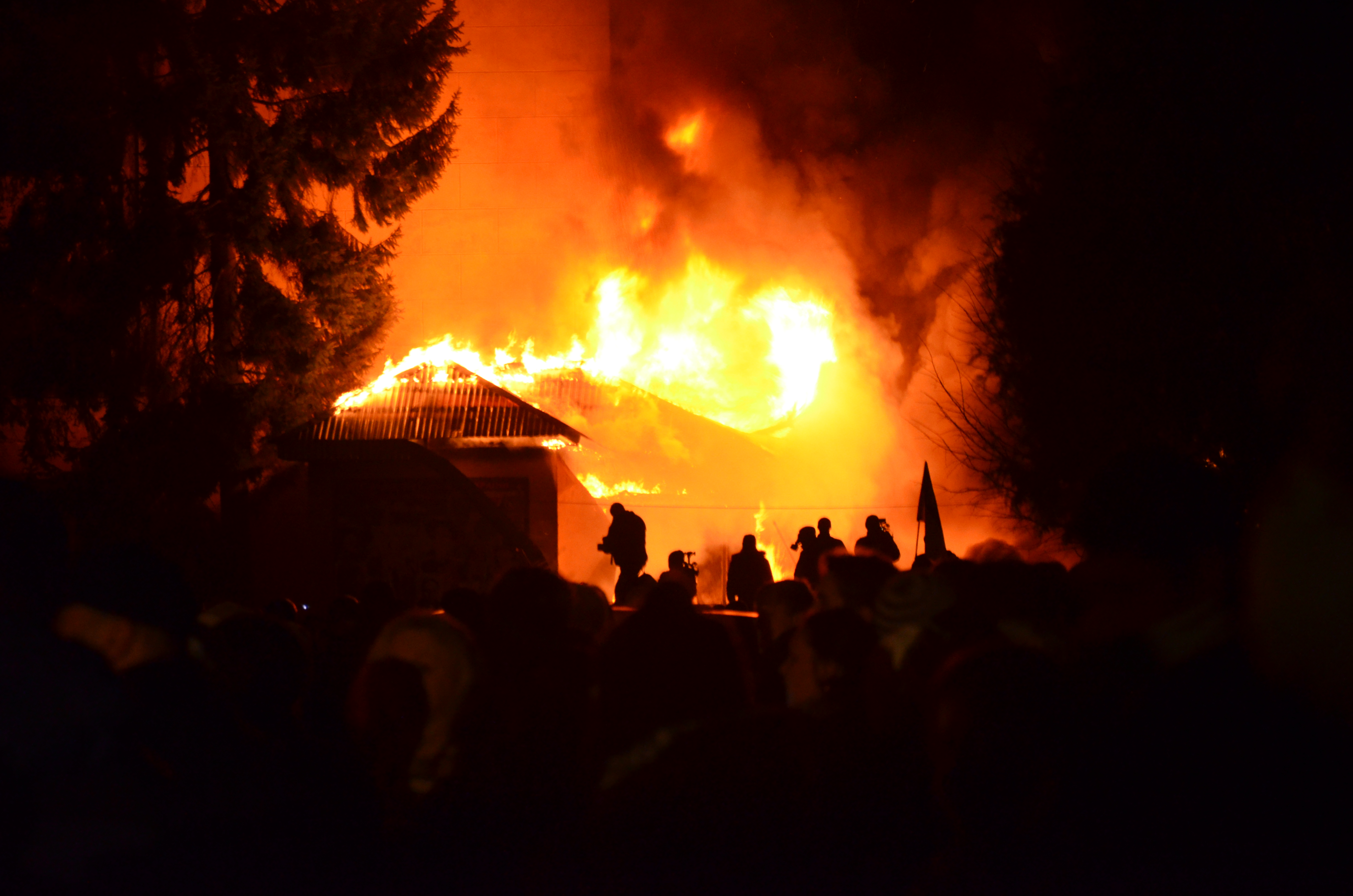
Una barricata brucia fuori la sede delle forze di difesa interna di Leopoli, durante un incendio causato da proteste di massa

#### Incursione alla sede del Partito delle Regioni e rappresaglia della polizia
Alle 11:23 ci fu un tentativo di assalto da parte dei Berkut, ma non ebbe successo, mentre la folla attaccò di nuovo. Alle 11:25 ci fu la prima reazione dei manifestanti che sfondarono le porte della sede del Partito delle Regioni in via Lypska. I Berkut e i manifestanti continuarono a scambiarsi bombe e sampietrini. Alle ore 11:30 i manifestanti, tra cui si trovava la giornalista Tetjana Čornovol, saccheggiarono e incendiarono l'edificio. Alle 11:40 Oleksandr Aronets segnalava che le granate utilizzate dalla polizia contenevano schegge di granata. A 12:05 un certo numero di giornalisti riportarono che le granate stordenti lanciate contro i manifestanti all'esterno dell'edificio della Verchovna Rada avevano ferito degli attivisti. A 12:12 il Ministro della Sanità Raïsa Bohatyr'ova venne attaccata dai manifestanti mentre scendeva una scala dal Parco Mariïns'kyj, ma ne uscì illesa. Per le 12:30, la polizia aveva ripreso il controllo dell'ufficio del Partito delle regioni. L'amministrazione delle emergenze ha confermato un morto dopo il raid nell'ufficio. A 12:24 i titušky e la polizia continuavano ad attaccare i manifestanti nel Parco Mariïns'kyj.
Alle 12:33 Andrij Illjenko riferì il fatto che la sede del Casa Centrale degli Ufficiali era stata riconvertita come ufficio medico temporaneo. A 12:48 Oleksandr Turčynov portò Novins'kyj all'ufficio del Partito delle Regioni. Alle 13:00, un agente di sicurezza dell'ufficio attaccò un fotografo di Radio Svoboda. Più tardi (14:25) individui provenienti dall'ufficio picchiarono gravemente un altro fotografo. La polizia usò munizioni sia vere che in gomma mentre respingeva i manifestanti, provocando decine di feriti. Alle 13:00 almeno due uomini erano stati uccisi, colpiti in testa da proiettili di gomma. Migliaia di poliziotti circondarono il quartiere governativo, che include l'Amministrazione presidenziale, il Parlamento e il Consiglio dei Ministri, e presero a inseguire i manifestanti sbattendo i loro scudi. Un manifestante ferito alla testa disse al Kyiv Post che gli agenti di polizia caricavano "fracassando tutti" nel loro percorso, comprese le donne e le ragazze. Alle 13:08 il coordinatore del servizio medico dell'Euromaidan segnalò circa 25 feriti. Alle 13:21 Radio Svoboda riferì che i medici Euromaidan fornivano assistenza medica a un soldato delle Truppe Interne e hanno impedito a una folla inferocita di picchiarlo.

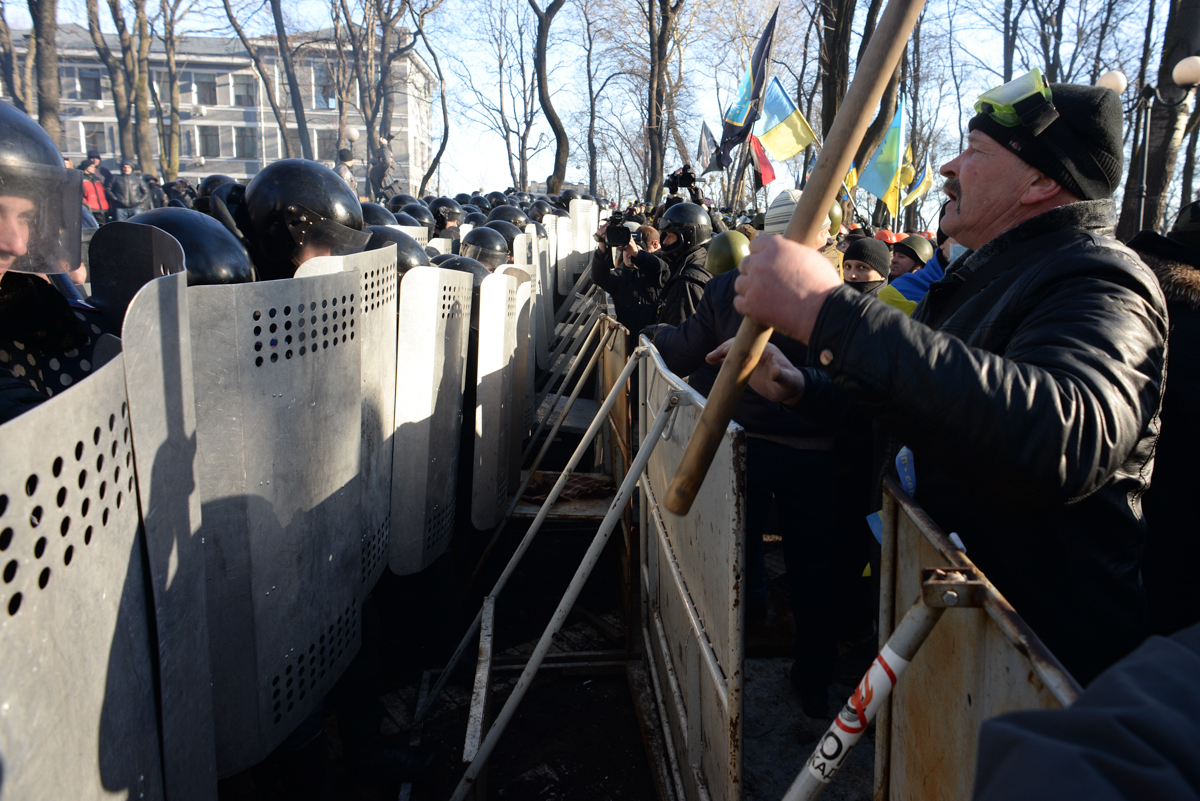
La linea della barricata separa Truppe Interne e manifestanti

Alle 13:00 circa i manifestanti stavano rompendo le finestre in uno degli edifici del Ministero della Sanità nel Parco Mariïns'kyj, dove si trovava un ufficio del Ministero delle Pubbliche Relazioni.
Dalle 13:30 la polizia caricò i manifestanti a piedi con fucili da caccia e spararono sulla folla, colpendo un uomo negli occhi; stava sanguinando pesantemente e venne portato via dai paramedici. I manifestanti vennero spinti indietro in Via Šovkovyčyna da centinaia di poliziotti che avanzavano. I cittadini istituirono barricate di panchine e cassonetti per bloccare la strada. Un ufficiale venne picchiato inconscio dalla folla, mentre i manifestanti stessi furono visti sanguinare con ferite alla testa. Quattro ufficiali in Viale Instytuts'ka erano di stanza in cima a un edificio, lanciando granate assordanti sulla folla mentre sparavano su di loro da un punto di vantaggio; l'edificio è stato poi preso d'assalto dai manifestanti e una parte di esso è stato dato alle fiamme. I manifestanti hanno fatto irruzione al tetto, costringendo la polizia a ritirarsi. L'edificio su Viale Instytuts'ka è stato descritto come teatro degli scontri più violenti della giornata. Alle 13:30 i Berkut e i soldati delle Truppe Interne hanno iniziato il loro assalto su scala completa lungo via Instytuts'ka e hanno sparato direttamente sulla folla. Alle 13:48 ci sono state segnalazioni che la polizia stava utilizzando cannoni ad acqua per sfondare a Šovkovnyča e a Instytuts'ka. La polizia arrestò gli assistenti dei parlamentari Nazar Naumenko e Volodymyr Nazarenko (entrambi del partito Svoboda). Alle 13:56 alcuni parlamentari di Svoboda attaccarono un camion della polizia con gli arrestati in Viale Sadova.
Alle 14:00 ci furono segnalazioni di sadica brutalità della polizia. Alle 14:11 alcuni giornalisti riferirono che la polizia accanto ai fucili utilizzava anche pistole. Ci furono episodi di folla inferocita che andò fuori controllo quando le auto di lusso ufficiali del governo furono in vista. Alle 14:30 Iryna Heraščenko venne ferita riportando che aveva paura di andare in ospedale in quanto poteva essere arrestata dalla polizia. Alle 13:34 i Berkut arrestarono quattro manifestanti, li picchiarono gravemente e li portarono in prigione. Alcuni parlamentari (Svoboda) riuscirono a permettere ad uno dei manifestanti di essere ricoverato in ospedale. Alle 14:38 ci fu una battaglia nei pressi del palazzo della Corte Suprema dell'Ucraina tra titušky e forze di autodifesa Majdan, durante la quale i testimoni sostennero che i titušky avessero armi da fuoco. La polizia ha usato randelli, gas lacrimogeni e granate flash quella mattina nel tentativo di respingere la marcia. I manifestanti hanno risposto con bastoni, pietre e alcuni esplosivi, mentre altri gruppi di manifestanti si ammassarono in Viale Hruševs'koho. Alle 14:56 ci furono segnalazioni di interruzioni di trasporti come le ambulanze, che non erano in grado di raggiungere le persone ferite in tempo, mentre Lesja Orobec' segnalò le prime tre persone morte.

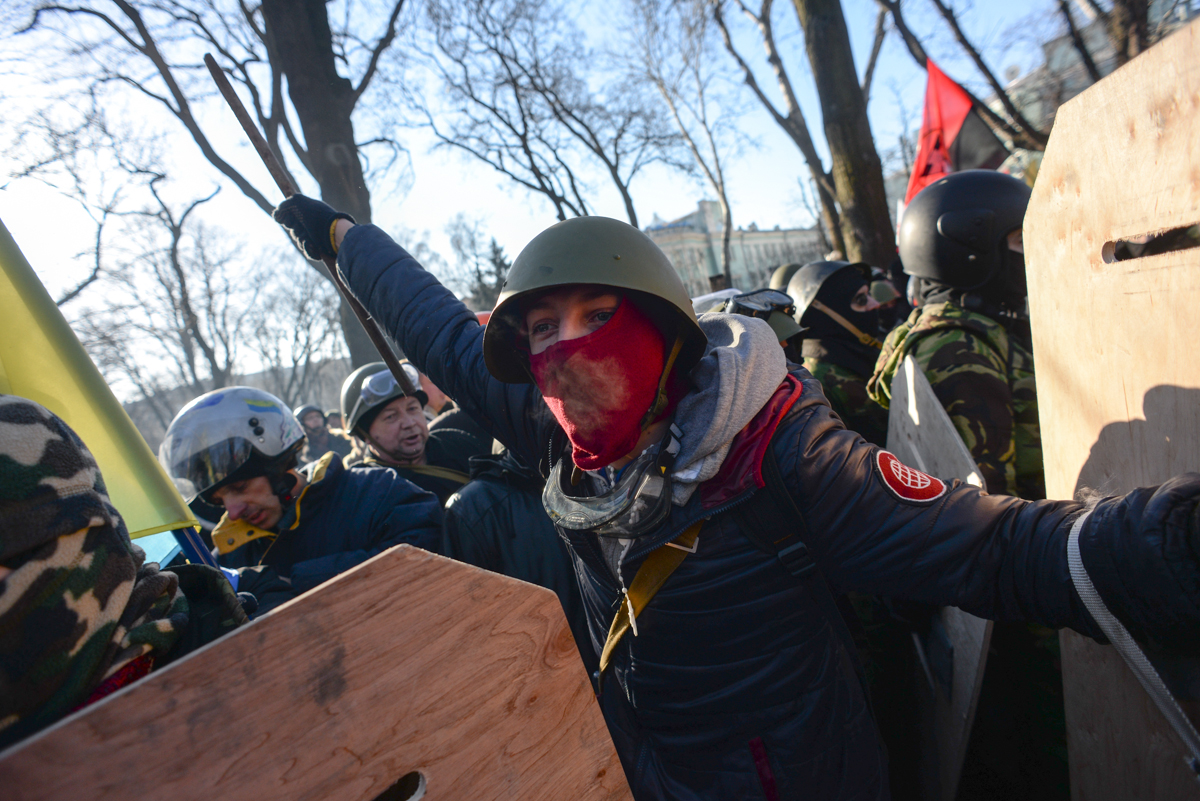
Manifestante mascherato visto durante gli scontri a Kiev

A metà pomeriggio la polizia con gas lacrimogeni spinse indietro fino a 10 000 manifestanti dal Parco Mariïns'kyj, dove erano state costruite in precedenza in giornata barricate. Anche i manifestanti filogovernativi e i "titušky"-o teppisti sospettati di essere stati assunti dal governo-erano nel parco. I manifestanti hanno gettato granate stordenti ai "titušky", riempiendo il parco di fumo. Altri attivisti anti-governativi hanno cercato di mantenere le forze filogovernative e antigovernative da parte.
Uscite multiple hanno riferito che la polizia era armata con fucili d'assalto AK-47, e ne pubblicarono le fotografie. L'ex viceministro degli Affari Interni Hennadij Moskal' ipotizzò che le truppe che brandivano gli AK-47 potevano essere unità del Gruppo Alpha. Il capo dell'organizzazione veterana Berkut Vladimir Kraševs'kyj ha detto che la polizia armata in nero con bracciali gialli era una unità di Berkut, ed era stata dispiegata per aiutare a evacuare le Truppe Interne. Egli corresse il nome precedente di "Compagnia Nera Berkut" e disse che il loro nome ufficiale era "Compagnia Speciale del Reggimento Speciale della Polizia 'Berkut' nella città di Kiev".
I manifestanti occuparono nuovamente il municipio di Kiev.
Secondo il quotidiano di proprietà statale russo Izvestija alcuni attivisti dell'opposizione armati di mazze e spranghe di ferro presumibilmente picchiarono a morte l'ingegnere informatico Valerij Konstantinovič Zacharov nell'incursione all'ufficio del Partito delle Regioni.

#### Avanzata verso Majdan

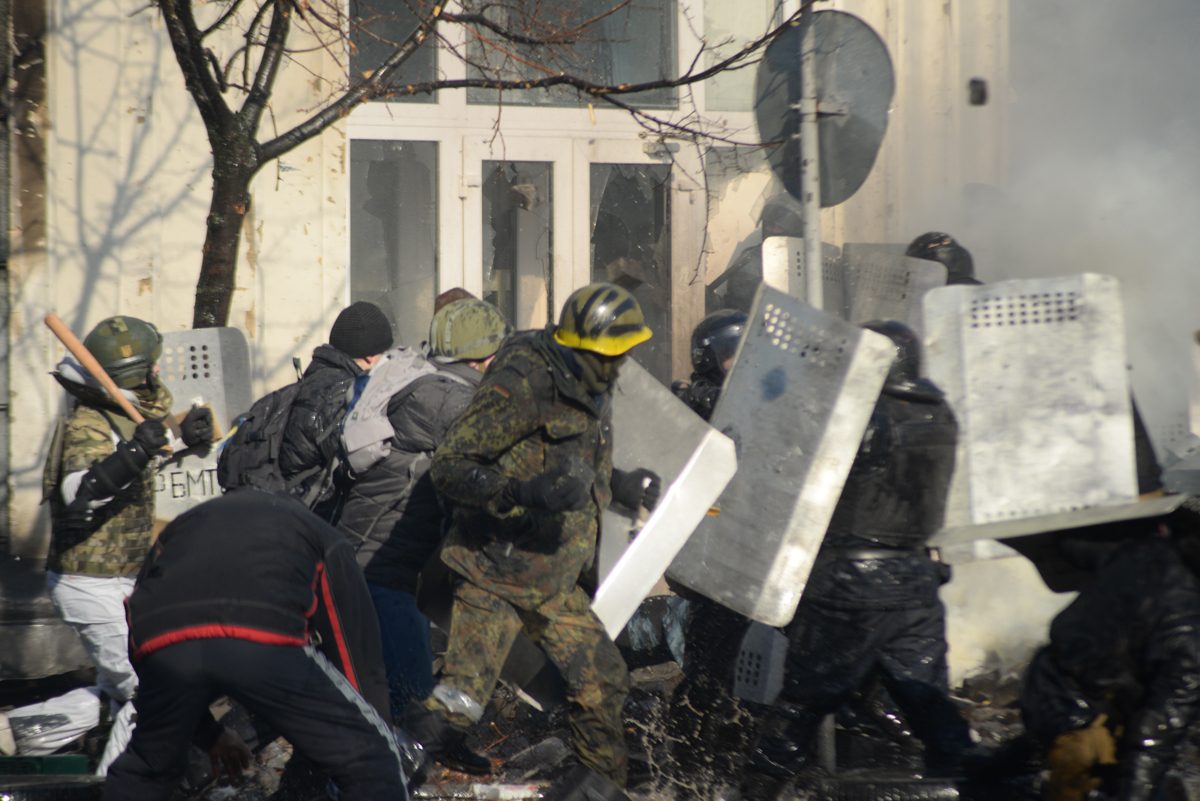
Scontri tra manifestanti e Truppe Interne

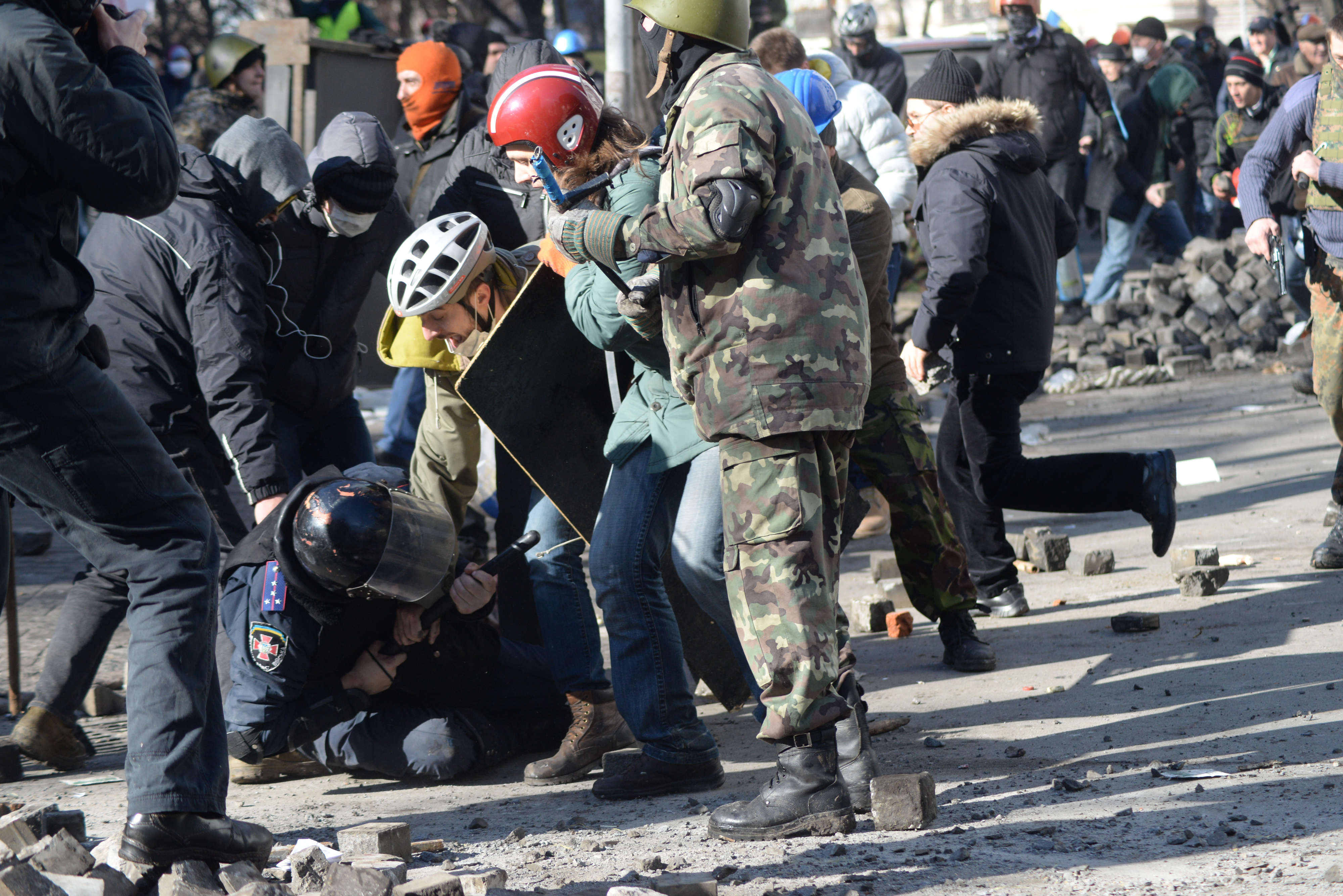
Un ufficiale di polizia antisommossa viene gettato a terra durante gli scontri a Kiev

Alle 15:45, centinaia di poliziotti in tenuta antisommossa avanzarono verso Šovkovyčna Street verso il parlamento ucraino, attaccando i manifestanti. La polizia antisommossa e i sostenitori del governo misero alle strette un gruppo di manifestanti Euromaidan nel Parco Mariïns'kyj. I sostenitori pro-governo (titušky) poi catturarono e arrestarono gli attivisti Euromaidan.
Un ufficiale di polizia afferrò la maschera antigas di un giornalista del Kyiv Post a via Instytuts'ka e disse sull'avanzata della polizia, "La amo! La amiamo!".
Alle 15:51 ci sono state segnalazioni di attacchi contro i giornalisti, tra cui due uomini da 5 Kanal, un paio di giornalisti del Televizijna Služba Novyn (TSN), e altri.
Il capo ad interim del Servizio di Sicurezza dell'Ucraina, Oleksandr Jakymenko, e il ministro dell'Interno ad interim Vitalij Zacharčenko hanno emesso un avviso pubblico alle 16:00 per i manifestanti di ripulire le strade entro due ore: "Se entro le 18:00 l'illegalità non cessa, dovremo essere costretti a utilizzare tutti i mezzi legali per riportare l'ordine". Al Palazzo d'ottobre, visibile da Piazza Indipendenza, la polizia antisommossa gettò mattoni giù per la collina sui manifestanti, tra cui donne, da un ponte lungo via Instytuts'ka.
Secondo i media due aerei a reazione comparvero sopra Majdan.
Alle 20:00 venne segnalato che 50 ignoti stavano tentando di entrare nel consolato canadese.

#### Attacco a Majdan
A seguito dell'avviso da parte del Ministero dell'Interno per tutte le donne e bambini di lasciare Majdan, la polizia avanzò su migliaia di manifestanti a Majdan Nezaležnosti (Piazza Indipendenza) alle ore 20.00 con armi, un cannone ad acqua e un veicolo corazzato. Le tende abitative dei manifestanti bruciavano sulla piazza principale. La polizia giustificò le sue azioni affermando che stava conducendo operazioni in una campagna anti-terrorismo contro "persone che erano chiaramente armate". 2 tende multimediali di SpilnoTV sono state date alle fiamme a seguito dell'attacco della polizia a Majdan. Hromadske TV aveva riportato in precedenza che in serata tre veicoli blindati vennero spostati nelle strade di Kiev al calar della notte, di cui almeno uno venne fermato dai manifestanti. Il leader dell'opposizione Arsenij Jacenjuk invitò la polizia a ritirarsi a 200 metri più in alto in via Instytuts'ka e esortò entrambe le parti a proclamare una tregua fino al mattino. I manifestanti a Majdan accatastarono pneumatici e altri detriti incendiati per creare un muro di fuoco tra loro e le forze di sicurezza.
Il canale televisivo Kanal 5 venne chiuso in tutto il paese. Rimase disponibile tramite satellite (anche se con una breve interruzione) e con un feed in diretta su YouTube. Riprese il servizio dopo alcune ore.

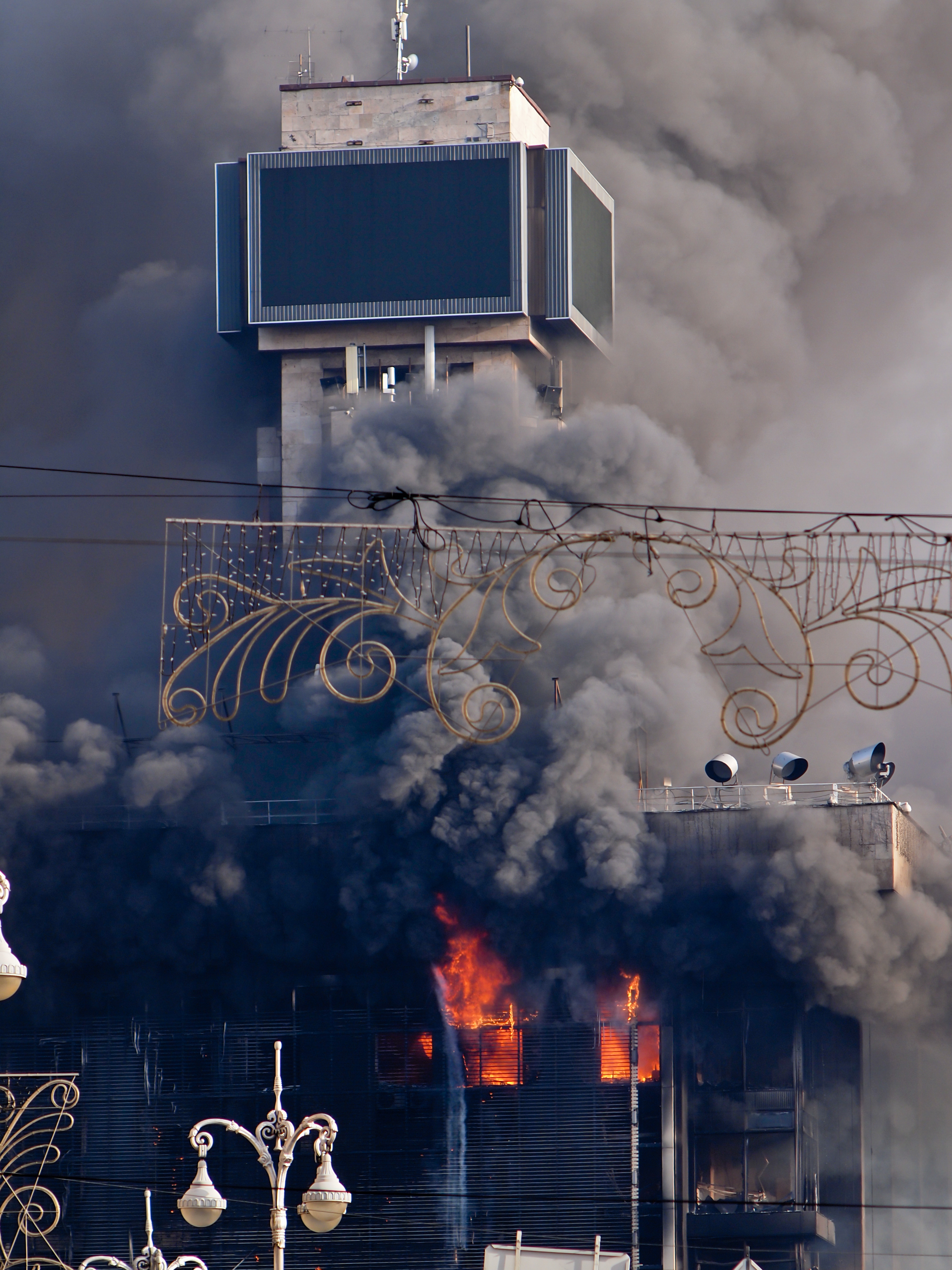
L'Ufficio dei Sindacati, utilizzato come quartier generale dall'Euromaidan, in fiamme dopo l'incursione della polizia.

Alle 22:00 circa venne riferito che la polizia aveva sfondato le barricate dei manifestanti sul lato orientale del perimetro a Majdan. Alle 23:00 gli edifici del Globus e dei Sindacati erano in fiamme. Gli attivisti spararono con due idranti. La polizia tentò poi di riprendere l'edificio occupato ma non ci riuscì. Verso l'1:00, l'edificio fu occupato dalle forze di polizia, e il 6º piano venne dato alle fiamme. Il fuoco si diffuse al 7º piano, con persone intrappolate all'interno; i vigili del fuoco arrivarono poi per soccorrerli. Quattro manifestanti vennero uccisi dalla polizia durante l'assalto al palazzo, come riportato dal giornalista S. Cegol'ko via Twitter. Il Comitato Nazionale di Resistenza in seguito confermò che non c'erano stati decessi dovuti al fuoco, e che l'edificio era stato evacuato.
Il consigliere presidenziale Hanna Herman affermò che i negoziati tra il governo e l'opposizione sarebbero avvenuti solo una volta che la pace fosse stata ripristinata e la folla tolta dalle strade, e "definendo ulteriormente che il conflitto armato è un grande crimine contro il popolo ucraino e lo stato ucraino". Il procuratore generale dell'Ucraina Viktor Pšonka dichiarò: "Gli organizzatori delle proteste di massa saranno ritenuti responsabili. Faremo esigere la punizione più pesante sia per chi ha spronato la gente a partecipare alle azioni di oggi sia per coloro che le hanno organizzate e controllate".
Dalle 23:30 20 000 persone erano rimaste a Majdan Nezaležnosti.
Alle 21:30 le forze dell'ordine erano riuscite a cogliere parti di Majdan.
Il Kyiv Post riferì anche che furono notate bande di titušky pattugliare per le strade, armate di bastoni, e che ci furono segnalazioni di sparatorie dalle bande notate. Il Kyiv Post più tardi riferì che Serhij Morhunov, titušky dichiarato, sparò a due uomini in via Velyka Žytomyrs'ka, e che uno di loro era morto. I titušky erano identificati dai loro bracciali bianchi per distinguersi dai normali pedoni.
Cecchini della polizia cominciarono a sparare ai politici dell'opposizione in piedi sul palco a Majdan; Oleksandr Turcynov venne apparentemente colpito e ferito. In seguito riferì che credeva fosse stato colpito da schegge di granate stordenti dalla polizia.
All'1:35 i lampioni vennero spenti intorno a Majdan. Gli attivisti a Majdan ritennero questo un accenno all'inizio di un assalto decisivo.

#### I leader dell'opposizione all'incontro con Janukovyč
Una riunione di emergenza venne annunciata alle ore 23:00 tra il presidente Janukovyč e i leader dell'opposizione.
Uscendo dall'incontro con il presidente Viktor Janukovyč il leader dell'opposizione Vitalij Klyčko disse a Hromadske TV che i colloqui non avevano avuto successo. Klyčko disse che i leader dell'opposizione ascoltarono per più di un'ora le accuse di Janukovyč che erano da biasimare per i 20 morti del 18 febbraio. Il presidente ha inoltre chiesto che i manifestanti della forza di opposizione lasciassero Majdan Nezaležnosti. Riferì inoltre che Janukovyč avesse minacciato Jacenjuk e gli altri leader dell'opposizione con azioni penali.
In un messaggio alla televisione ucraina il presidente Janukovyč si rivolse poi ai leader dell'opposizione dicendo di "separarsi dagli elementi radicali che cercano spargimento di sangue e il conflitto con le forze dell'ordine", avvertendo che se non fossero riusciti a farlo, avrebbe "parlato in modo diverso" con loro. Aggiunse: "I leader dell'opposizione hanno ignorato il fondamento di base della democrazia, la linea venne attraversata quando chiamarono la gente alle armi".
Il giorno successivo (20 febbraio) i partiti di opposizione (Batkivščyna, UDAR e Svoboda) rilasciarono questa dichiarazione: "Non abbiamo mai e non potremo mai chiamare la gente alle armi. Questa è la nostra posizione di principio. La morte di ogni persona è una tragedia personale per ciascuno di noi". Più tardi quel giorno gli stessi tre partiti di opposizione dichiararono: "dialogare con il regime le cui politiche hanno portato alla morte di molte persone è una cosa estremamente sgradevole, ma dobbiamo fare tutto il possibile e anche l'impossibile per evitare un ulteriore spargimento di sangue". Le parti hanno respinto la dissoluzione delle proteste (etichettandola come "controproducente e irrealistica") e hanno dichiarato:" Non siamo stati noi che abbiamo riunito Majdan e non è per noi disperdere le persone! Si deciderà cosa fare a seconda di quando e come le loro richieste saranno soddisfatte".

### 19 febbraio

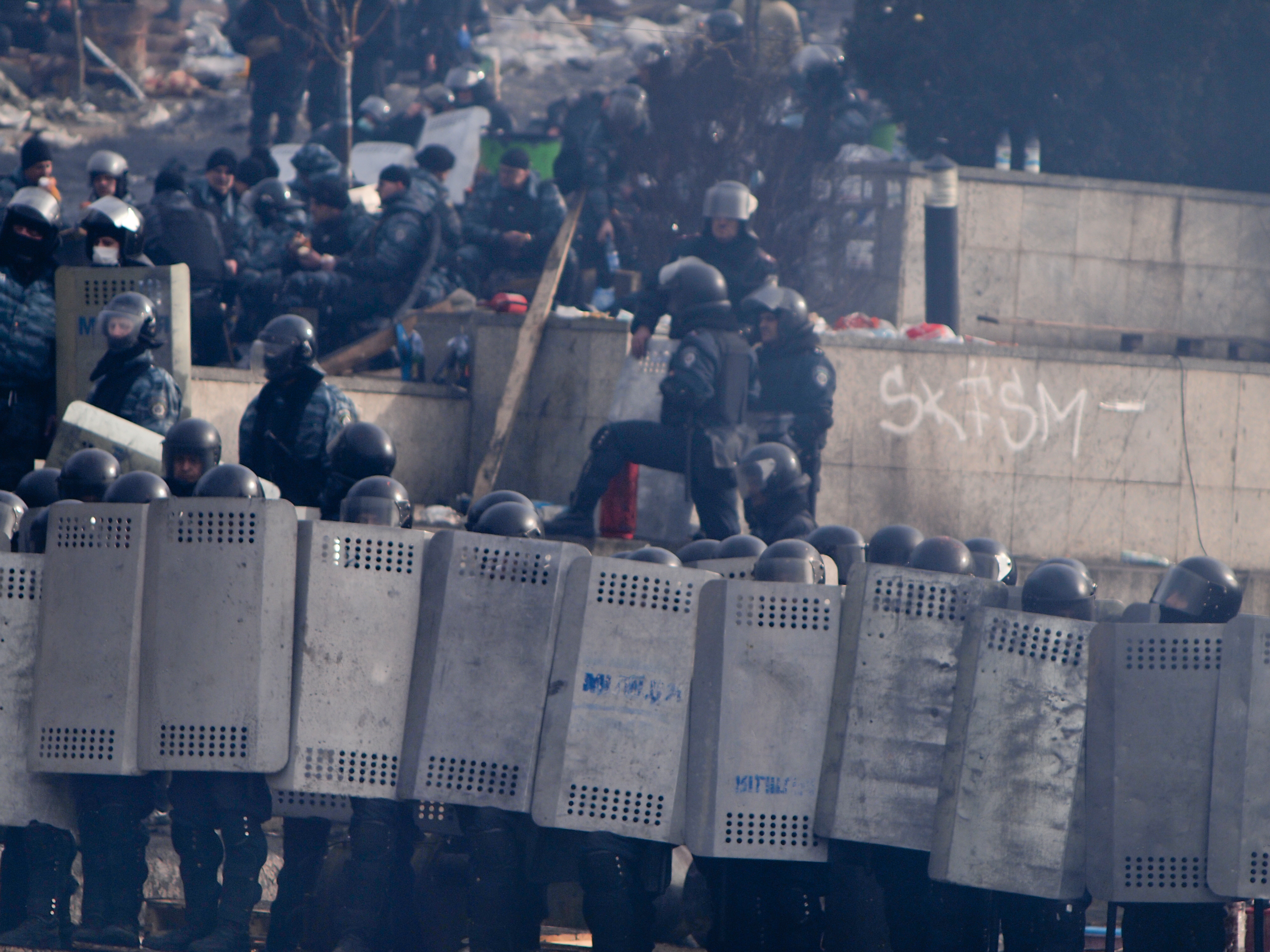
Le Truppe Interne formano una falange contro i manifestanti. I poliziotti del Berkut sono in piedi dietro.

La metropolitana di Kiev venne chiusa e le strade principali bloccate dalla polizia. I più grandi negozi e centri commerciali a Khreshchatyk vennero chiusi; ma secondo un corrispondente di Euronews "la vita lontano dalle barricate continua come sempre". Le banche nelle vicinanze della zona di conflitto sospesero di nuovo il lavoro degli uffici.
La mattina presto i titušky spararono a due manifestanti, uccidendone uno. Alle 07:20, Andrij Portnov (politico del Partito delle Regioni) durante il suo discorso sulla situazione nel paese ha chiesto ai manifestanti di andarsene. Dal 19, il numero delle vittime era salito a 26 morti da entrambe le parti.
Il Servizio di Sicurezza dell'Ucraina (SBU) lanciò un'operazione "anti-terrorismo", mentre i servizi di intelligence iniziarono a studiare i politici senza nome in ciò che è stato descritto come un tentativo illegale di prendere il potere. La decisione di avviare le operazioni di antiterrorismo coinvolse il Servizio di Sicurezza dell'Ucraina, il Ministero dell'Interno, il Ministero della Difesa, il Servizio delle Guardie di Frontiera dello Stato d'Ucraina e il governo centrale e locale, secondo una dichiarazione pubblicata sul sito del SBU. Secondo l'analista politico Taras Berezovec', il decreto significa che il SBU "può indagare, confiscare beni, trattenere i manifestanti a volontà, senza un ordine del tribunale o di altre garanzie giuridiche, e può detenere e interrogare tutti coloro che sospettano di essere terroristi. Essi possono rapirti dalla strada e metterti in carcere senza avvisare le famiglie fino a 72 ore ".

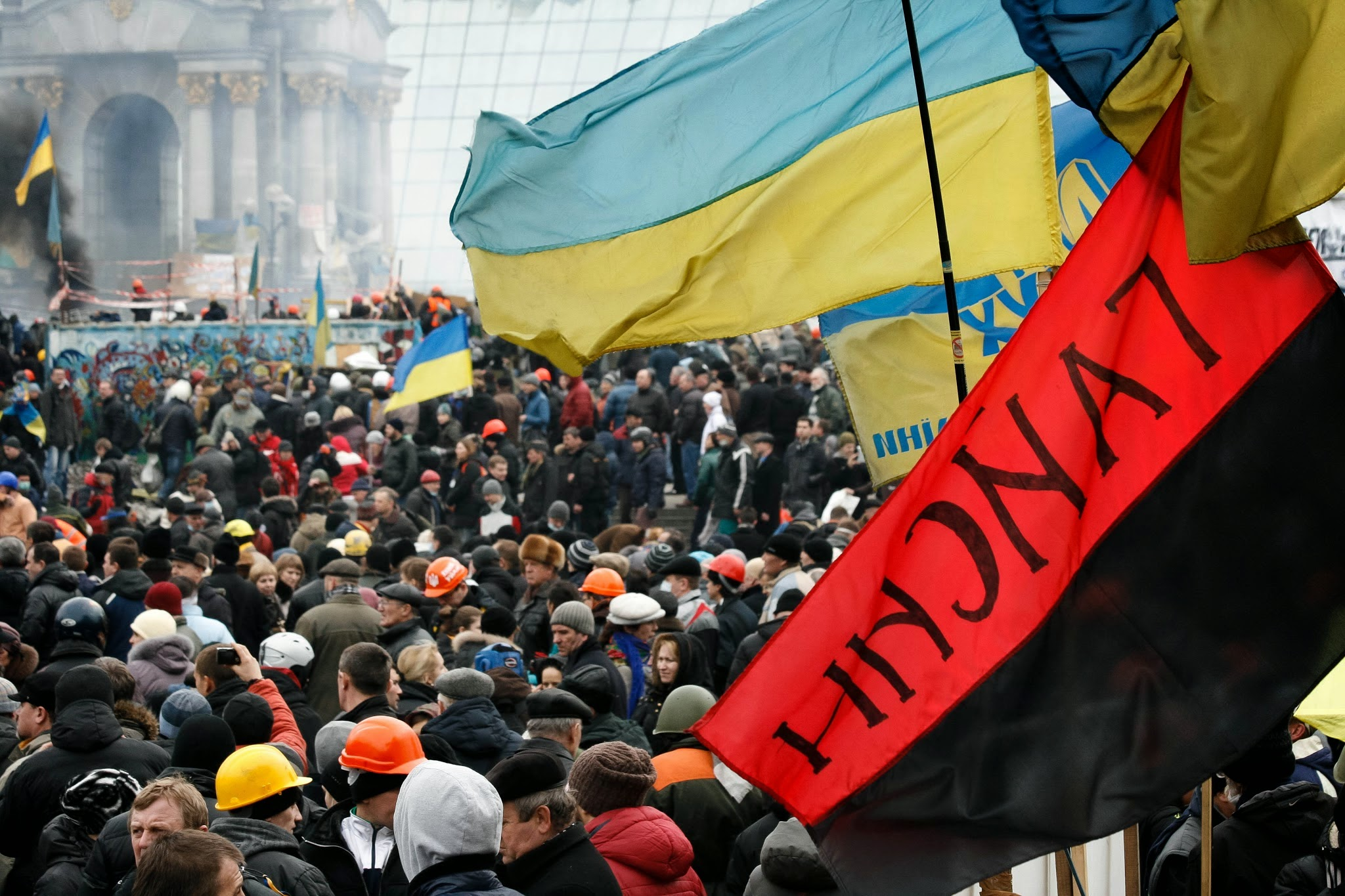
Folla dell'Euromaidan il 19 febbraio

La mattina presto del 19 febbraio Olena Lukaš annunciò che l'opposizione aveva rifiutato di firmare una dichiarazione di disapprovazione di misure radicali. Il presidente Janukovyč chiese all'opposizione la cessione dell'occupazione degli edifici e il sequestro delle armi; l'opposizione, tuttavia, rifiutò di concederla. Lo stesso giorno, il ministro della Difesa Pavlo Lebedjev riconobbe di avere inviato alcuni paracadutisti da Dnipropetrovs'k a Kiev, mentre il parlamentare dell'opposizione Anatolij Hrycenko chiarì le informazioni che indicavano che la 25ª Brigata Aviotrasportata indipendente era stata schierata. Telegrammi cifrati emessi dal recentemente nominato capo di Stato Maggiore Jurij Il'ïn vennero scoperti dove Il'ïn dava ordini diretti sulla distribuzione delle unità militari.
Il presidente Janukovyč dichiarò Giovedì 20 febbraio una giornata di lutto nazionale.
Un corrispondente di Euronews a Majdan Nezaležnosti (Piazza Indipendenza) riportò che "in generale, sempre più persone stanno arrivando a Piazza Indipendenza. Stanno arrivando da tutte le parti d'Ucraina". Dalle 14:50, 5 000 persone rimasero sulla piazza. Settore Destro occupò l'Ufficio postale centrale di Kiev e il Comitato di Stato per la televisione e la radio, con il primo che agiva come nuovo quartier generale delle operazioni.

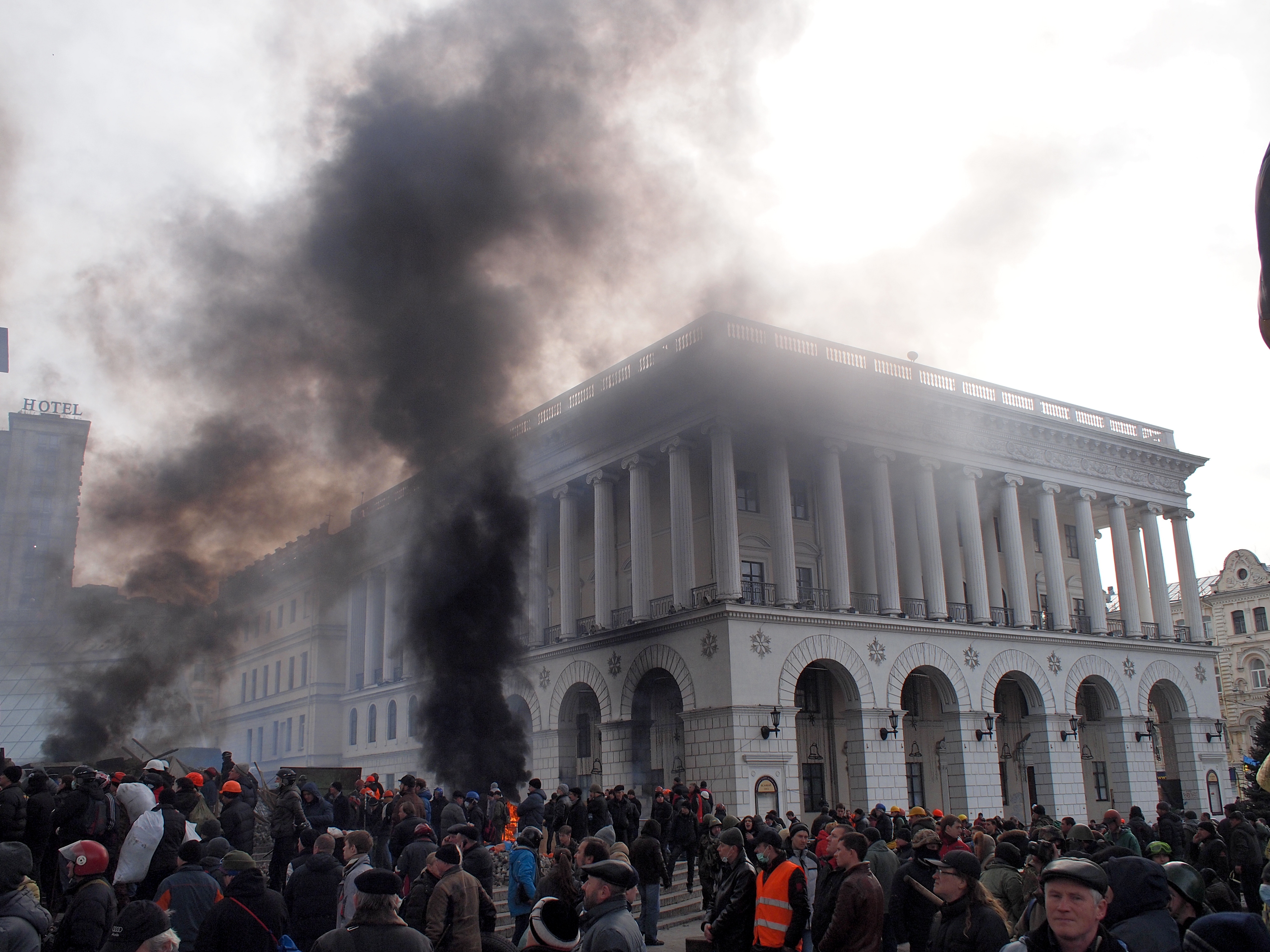
Manifestanti bruciano pneumatici vicino al Conservatorio di Kiev per oscurare la visibilità dei cecchini.

Il presidente Janukovyč licenziò il capo dello Stato Maggiore Generale delle Forze Armate ucraine Volodymyr Zamana e lo sostituì con Jurij Il'ïn, che in precedenza era il comandante della Marina ucraina. Il Ministero della Difesa ucraino annunciò che stava ridistribuendo le unità in tutto il paese per sorvegliare le strutture militari. il direttore del SBU Oleksandr Jakymenko dichiarò che i siti erano stati attaccati in diverse regioni, e comprendevano basi militari e depositi di armi.
Sacerdoti della Chiesa greco-cattolica di San Basilio a Kiev dichiararono di temere un attacco da parte di partigiani filo-governativi ("titušky"), che si stavano radunando nelle vicinanze e invitarono i manifestanti anti-governativi ad aiutarli a respingere un potenziale attacco.
La Banca europea per gli investimenti congelò le attività in Ucraina, affermando che "per il momento la situazione è così violenta che sarebbe politicamente un segnale sbagliato, ma anche irresponsabile nei confronti delle persone a cui abbiamo chiesto di fare il lavoro, di essere attivi per affari in Ucraina".
A seguito di un incontro tra l'amministrazione e il leader dell'opposizione a tarda notte entrambe le parti hanno dichiarato una tregua e l'avvio dei negoziati. Il presidente Janukovyč rilasciò una dichiarazione in cui disse di aver accettato di "avviare negoziati con l'obiettivo di porre fine allo spargimento di sangue, e stabilizzare la situazione nello stato nell'interesse della pace sociale". Secondo il politico dell'opposizione Arsenij Jacenjuk la tregua includeva un impegno del presidente Janukovyč a non lanciare un assalto della polizia quella notte. Settore Destro non era d'accordo con la tregua. Un corrispondente di Euronews a Majdan Nezaležnosti riferì che la sera del 19 febbraio ci fossero più persone a Majdan Nezaležnosti che il giorno precedente; aggiungendo: "In generale, tutto ciò che ho sentito dalla gente è che più vengono attaccati e peggio vengono picchiati, più sono determinati a restare indietro e a riprendere la lotta".

### 20 Febbraio

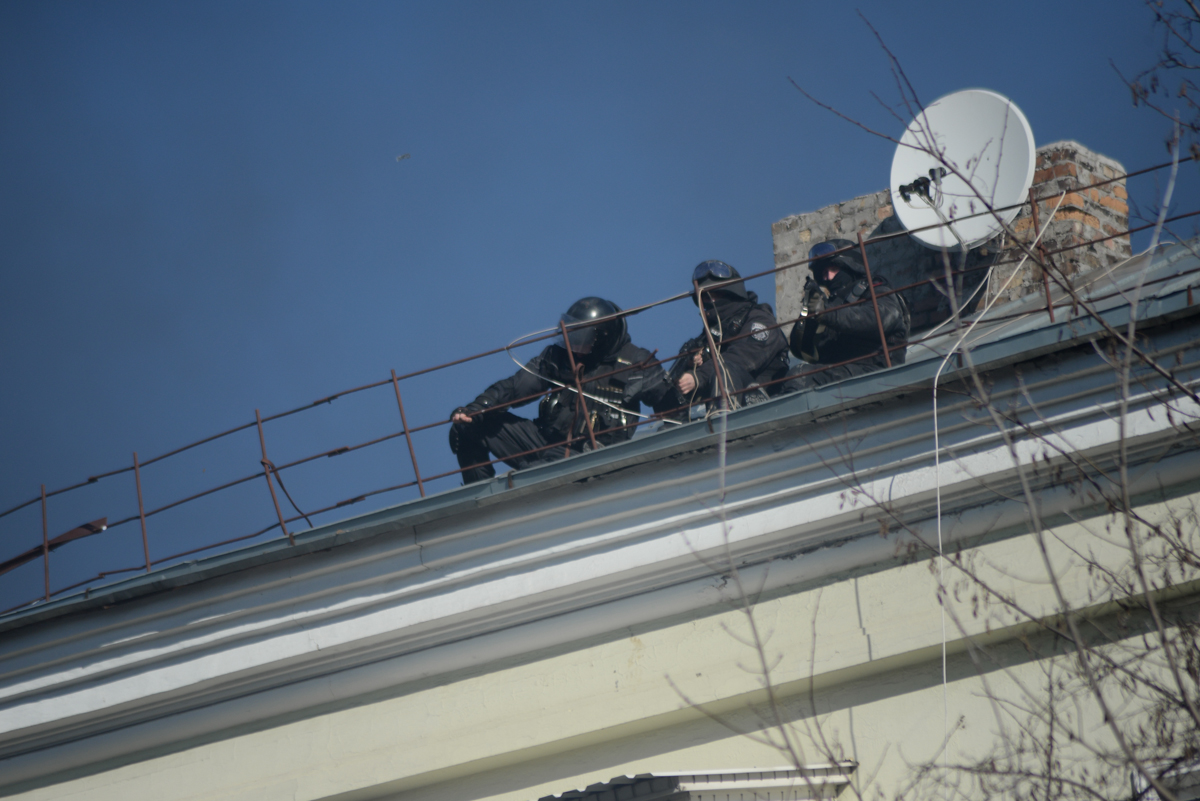
Cecchini della polizia

A 00:35 Interfax riferì un comunicato in cui il presidente Janukovyč aveva dichiarato il 20 febbraio un giorno di lutto per i morti negli scontri.
Intorno alle 03:50 sul palco principale gli attivisti affermarono di avere strappato dalla spalla di un soldato una toppa del Ministero degli Interni russo (MVD) durante gli scontri, brandendo la toppa come presunta prova del coinvolgimento russo. Intorno alle 04:15 a Majdan continuarono a farsi sentire gli spari, nonostante il cessate il fuoco concordato. Alle 04:20 circa cinque autobus che trasportavano i manifestanti da Ivano-Frankivs'k arrivarono a Majdan.
Intorno alle 07:00 una colonna di camion con soldati della 25ª Brigata Aviotrasportata ebbe un incidente stradale. Sulla base delle informazioni di Anatolij Hrycenko la colonna si muoveva verso Kiev. Ufficialmente, i soldati stavano tornando alla loro base a Hvardiïske, nel distretto di Novomoskovs'k, al ritorno da un'esercitazione militare in Crimea. L'incidente è avvenuto a un chilometro di distanza dalla città di Melioratyvne, nel distretto di Novomoskovs'k. Tre soldati sono morti e altri nove sono rimasti feriti. Nello stesso comune (Melioratyvne) presso la stazione ferroviaria Orlivščyna 40 persone stavano bloccando i binari della ferrovia per evitare il trasporto in treno dei soldati e dell'equipaggiamento militare della 25ª Brigata Aviotrasportata.
Entrambe le parti si incolparono a vicenda per accendere il conflitto mortale il 20 febbraio. L'ex Responsabile della Sicurezza dello Stato dell'Ucraina Oleksandr Jakymenko incolpò l'attuale governo Euromaidan dell'Ucraina, sostenendo che erano responsabili per l'assunzione dei cecchini il 20 febbraio, fornendo un resoconto dettagliato degli eventi e l'ostruzione dell'intervento della sicurezza. Una dichiarazione da parte dell'Amministrazione del Presidente della Repubblica dell'Ucraina dichiarò che i manifestanti erano andati all'attacco: "Stanno lavorando in gruppi organizzati. Stanno usando armi da fuoco, tra cui fucili da cecchino. Essi sparano per uccidere", disse. Più tardi venne confermato dai video. I manifestanti accusarono la polizia di iniziare il conflitto lanciando bottiglie molotov e ordigni esplosivi improvvisati contro di loro. Il politico dell'opposizione Vitalij Klyčko emise una dichiarazione dicendo: "Teppisti armati sono stati lasciati liberi per le strade per attaccare le persone e creare l'illusione che ci sia uno scontro tra i cittadini". Alle 09:25 i manifestanti spinsero il Berkut a tornare al Palazzo d'Ottobre dopo che le forze di sicurezza avevano tentato di dare fuoco al Conservatorio di Kiev che veniva usato come ospedale da campo per i manifestanti feriti. Alle 9:32 venne annunciato che il parlamento non sarebbe stato convocato. Alle 09:39 la giornalista di Ukraïns'ka pravda Oksana Denysova riferì che il Berkut si stava muovendo dal parlamento verso Arsenal'na, mentre i soldati delle Truppe Interne e i titušky erano stati lasciati intorno al parlamento mentre il personale del parlamento veniva evacuato. Le forze dell'ordine e i titušky furono visti entrambi indossare bracciali gialli, presumibilmente per l'identificazione reciproca. I manifestanti affermarono di aver visto cecchini su via Instytuts'ka aprire il fuoco sugli attivisti più radicali. Secondo il personale medico dell'ospedale improvvisato i cecchini sparavano dall'hotel Ukrayina "direttamente al cuore, a volte attraverso la schiena, a volte in fronte. E alcuni di loro sono stati uccisi nelle arterie coronarie".
I manifestanti dell'Euromaidan marciarono sulla polizia con scudi e molotov, e li costrinsero a ritirarsi, riuscendo a cogliere il controllo di Majdan Nezaležnosti (Piazza Indipendenza) e catturando fino a 67 poliziotti. Verso le 10:30 l'autodifesa di Majdan scoprì alcuni cecchini nella zona dell'Hotel Ukrayina. Più tardi (10 aprile 2014) la commissione parlamentare di inchiesta temporanea sugli eventi a Majdan confermerà l'esistenza di cecchini che si trovavano presso il palazzo del Governo (Budynok Urjadu). Alle 10:49 circa, personale delle forze dell'ordine venne catturato mentre dormiva nella Casa ucraina e durante gli scontri alle barricate vicino al Palazzo d'Ottobre. Molti degli uomini avevano solo 18 o 19 anni, non erano stati addestrati ed erano armati solo con manganelli di gomma, e quelli con lesioni non gravi vennero curati dai medici. I poliziotti catturati venivano dalla Crimea, dalle città centro-orientali di Dnipropetrovs'k e Kryvyj Rih e dalla città orientale di Luhans'k. I soldati delle Truppe Interne, di cui quasi 100 si arresero durante gli scontri (per lo più coscritti di età compresa tra i 19 e i 20 anni)), vennero fatti prigionieri presso la sede della Società dell'energia dell'Ucraina e al Palazzo di ottobre. Alle ore 10:00 erano rimasti tra 10 000 e 20 000 manifestanti secondo il Kyiv Post. Secondo un corrispondente dell'UNIAN c'erano più di 30 000 persone a Majdan Nezaležnosti. Alle 10:55 il capo dell'Amministrazione presidenziale Andrij Kljujev annunciò che il presidente era pronto a firmare un trattato costituzionale con l'opposizione per discutere le modifiche richieste alla Costituzione dell'Ucraina e che gli eventi in corso a Kiev dovevano calmare alcuni politici per trovare un consenso rapido.
I treni tra Kiev e Leopoli, una delle roccaforti dei manifestanti, vennero sospesi temporaneamente, affermando un portavoce della ferrovia che questo era successo a causa dei danni alle linee. A causa dei lavori di riparazione i treni che andavano a Kiev sarebbero arrivati con un ritardo fino a dieci ore;i treni in partenza da Kiev corsero secondo l'orario previsto. Casualmente ci furono segnalazioni che le armi erano state sequestrati da un arsenale del Ministero dell'Interno a Lviv e trasportati alla periferia di Kiev.
Il capo dell'Amministrazione Statale della Città di Kiev Volodymyr Makejenko si dimise dal Partito delle Regioni, ma dichiarò che avrebbe continuato a svolgere la sua funzione di garantire che la città funzionasse correttamente. Egli allora ordinò la riapertura della metropolitana di Kiev. Entro le 15:00 la metropolitana di Kiev non era ancora funzionante e il trasporto sotterraneo della città era raro. La metropolitana fu parzialmente riaperta in prima serata, mentre le stazioni di interscambio rimasero chiuse.
L'Ambasciata del Regno Unito in città venne temporaneamente chiusa a causa della situazione in atto nel paese.
Radio Liberty riprese un video pubblicato delle forze speciali di polizia che sparavano sui manifestanti con kalašnikov e fucili di precisione. Il Ministro dell'Interno Vitalij Zacharčenko annunciò che le armi da combattimento erano state fornite alla polizia, affermando: "Abbiamo firmato gli ordini rilevanti come parte del lavoro del Centro antiterrorismo: i funzionari di polizia sono stati forniti con armi da combattimento, che saranno utilizzate in conformità con la legge sulla polizia". Il sito web del suo ministero disse che la polizia antisommossa aveva il diritto di usare le loro armi per liberare gli ostaggi trattenuti dai manifestanti. Il ministero ha inoltre affermato che un cecchino aveva ferito 20 dei suoi agenti di polizia.
A Donec'k vennero eretti cartelloni di annunci pubblici, mostrando il Berkut giustapposto con immagini di bambini, promuovendo il Berkut come difensore della pace.
Interfax-Ucraina riferì che alle 15:00 "un gruppo di individui sconosciuti" si era diretto all'Amministrazione del Palazzo Presidenziale. "Spari ed esplosioni possono essere ascoltati", secondo il corrispondente Interfax-Ucraina. La forza di autodifesa Euromaidan aveva più volte chiesto dal palco a Majdan Nezaležnosti di non andare al di fuori del perimetro della piazza.
Secondo alcune fonti il calciatore della Dynamo Kiev Vladyslav Kalytvynsev venne attaccato dai titušky e aveva la mascella rotta. Kalytvynsev non era nella rosa per la partita con il Valencia e soggiornò a Kiev.

#### Sforzi diplomatici
Gli scontri sopra citati scoppiarono poco prima delle tre visite dei ministri degli Esteri UE, Radosław Sikorski della Polonia, Laurent Fabius della Francia e Frank-Walter Steinmeier della Germania, che dovevano incontrare il presidente Janukovyč per spingere ad un compromesso con l'opposizione ucraina. La riunione venne rinviata per motivi di sicurezza e iniziò in ritardo di un'ora. Prima della riunione Fabius disse in un'intervista a BFM TV: "Il nostro scopo è quello di provocare l'amministrazione ucraina a condurre le elezioni. non c'è altra soluzione che le elezioni". I negoziati del 20 febbraio durarono per sei ore. Il primo ministro polacco Donald Tusk disse ai giornalisti subito dopo: "Abbiamo concordato con Janukovyč che c'era la volontà di indire elezioni anticipate quest'anno, sia presidenziali che parlamentari". Tusk disse anche che Janukovyč "è disposto a formare un governo di unità nazionale nei prossimi dieci giorni e cambiare la Costituzione prima dell'estate". Ulteriori colloqui vennero programmati al fine di negoziare la firma del documento in questione.
Gli Stati Uniti imposero divieti di visto su venti funzionari del governo ucraino considerandolo "responsabile per l'ordinazione di abusi dei diritti umani relativi all'oppressione politica".
Dopo una conversazione telefonica tra il presidente russo Vladimir Putin e Janukovyč, il mediatore russo per i diritti umani Vladimir Lukin venne inviato come un delegato in Ucraina per cercare di mediare i colloqui tra il governo e l'opposizione su richiesta del presidente Janukovyč.
L'Unione europea introdusse il 20 febbraio il divieto di visto e il congelamento delle attività finanziarie nei confronti dei responsabili per l'applicazione della violenza in Ucraina, e il divieto di esportazione verso l'Ucraina di attrezzature che potessero essere utilizzate per la repressione. "Sarà presa la scala di attuazione in avanti alla luce degli sviluppi in Ucraina", si legge sulle conclusioni del Consiglio dell'Unione europea. "Verrà eseguita la scala di attuazione in avanti alla luce degli sviluppi in Ucraina", si legge nelle conclusioni del Consiglio UE.

#### Sviluppi politici ucraini
Il leader del Partito delle Regioni, Oleksandr Jefremov, si recò a Luhans'k per incontrare i dirigenti locali e gli agenti delle forze dell'ordine per discutere la possibilità della dichiarazione dell'indipendenza e della secessione dallo stato dell'Ucraina sud-orientale. A Luhans'k il governatore dell'oblast' di Luhans'k Valerij Holenko ha detto: "Crediamo che l'Ucraina debba diventare una federazione che garantisca la sicurezza delle persone. Nessuno deve insegnarci come vivere, ad amare la nostra patria o quali interessi politici difendiamo". Il presidente del Consiglio Supremo di Crimea Vladimir Konstantinov si recò a Mosca, dove annunciò che la Repubblica autonoma di Crimea si sarebbe scissa dall'Ucraina se ci fosse stato un cambio di potere.
Il parlamentare del Partito delle Regioni Sergij Tihipko chiese le dimissioni del presidente del Parlamento Volodymyr Rybak (per essere sostituito da un parlamentare di opposizione) e l'elezione urgente di un primo ministro supportato da tutte le fazioni. Secondo Tihipko "Il presidente, il presidente del parlamento, l'attuale primo ministro e il leader dell'opposizione hanno completamente perso il controllo della situazione nel paese e non offrono alcuna soluzione per pacificare il paese. La loro inazione sta portando a un maggiore confronto e ad ulteriori morti. [Sono necessari 192 passi concreti] immediati, piuttosto che i negoziati, per risolvere la crisi nel Paese". In serata Tigipko tenne colloqui con i politici dell'opposizione Arsenij Jacenjuk e Vitalij Klyčko.
Il Capo dell'Amministrazione Statale della Città di Kiev Volodymyr Makejenko e 17 parlamentari si dimisero dal Partito delle Regioni. A Rivne e a Žytomyr, il Partito delle Regioni venne formalmente sciolto, con tutti i parlamentari provenienti da queste regioni che lasciarono il partito.
Dieci parlamentari del Partito delle Regioni e due indipendenti. I deputati del Partito delle Regioni erano Andrij Derkač, Volodymyr Zubyk, Hryhorij Smitjuch, Oleksandr Kuzmuk, Volodymyr Pechov, Volodymyr Prodyvus, Volodymyr Struk, Mykola Soroka, Viktor Bondar, Viktor Tychonov, e i due legislatori indipendenti erano Oleksandr Tabalov e Andrij Tabalov . chiamato per il ritorno alla forma parlamentare-presidenziale del governo. Il 4 febbraio 2014 l'opposizione aveva invano tentato di far passare l'amnistia incondizionata per tutti i manifestanti detenuti, e il ritorno alla Costituzione come era tra il 2004 e il 2010, nella Verchovna Rada (il parlamento ucraino). chiesero il ritorno alla forma parlamentare-presidenziale del governo. Chiamarono fuori anche le forze di sicurezza per "eseguire il giuramento dinnanzi al popolo ucraino, non seguire gli ordini criminali di usare armi da fuoco, non consentire la partecipazione delle forze dell'ordine in provocazioni che coinvolgano bande contro la quiete pubblica e manifestanti in tutta l'Ucraina".
Alle 16:42 ci fu una seduta di emergenza del parlamento ucraino. Il Partito delle Regioni non prese parte a questa sessione. Secondo un corrispondente dell'UNIAN, 227 deputati (su un totale di 450), per lo più dalla parte dell'opposizione e alcuni rappresentanti del Partito delle Regioni, erano presenti alla seduta. 236 deputati su 238 presenti votarono (prima lettura) per condannare la recente violenza, vietare l'uso di armi contro i manifestanti, ritirare le truppe e la polizia schierate contro di loro. La fazione parlamentare del Partito Comunista d'Ucraina in tutta la sua composizione e circa l'80% dei rappresentanti del Partito delle Regioni scelsero di lasciare la sessione. I legislatori vietarono ai capi e ai comandanti delle Truppe Interne e delle Forze Armate dell'Ucraina, della SBU e di altre agenzie governative dall'effettuare qualsiasi operazione antiterrorismo, in quanto in contrasto con la Costituzione dell'Ucraina. Venne anche ordinato di smettere di bloccare strade e ponti, piazze e strade di Kiev e in altre città. La dozzina di parlamentari del Partito delle regioni presenti, propose all'udienza di accettare la formazione di un "gruppo anti-crisi".
A tarda sera venne annunciato che altri cinque deputati avevano lasciato il gruppo parlamentare del Partito delle Regioni.
Il Parlamento di Crimea chiese una sessione straordinaria il 21 febbraio. Il leader dei Mejlis del popolo dei tatari di Crimea disse che sospettava che la sessione potesse chiedere l'intervento militare russo, affermando "Domani potrebbe essere una decisione che porterà il caos e il disastro in Crimea". Diversi studiosi in particolare discussero la possibilità di un intervento russo militare in Crimea, a causa della sua natura geopolitica unica e della sua demografia.

### 21 Febbraio

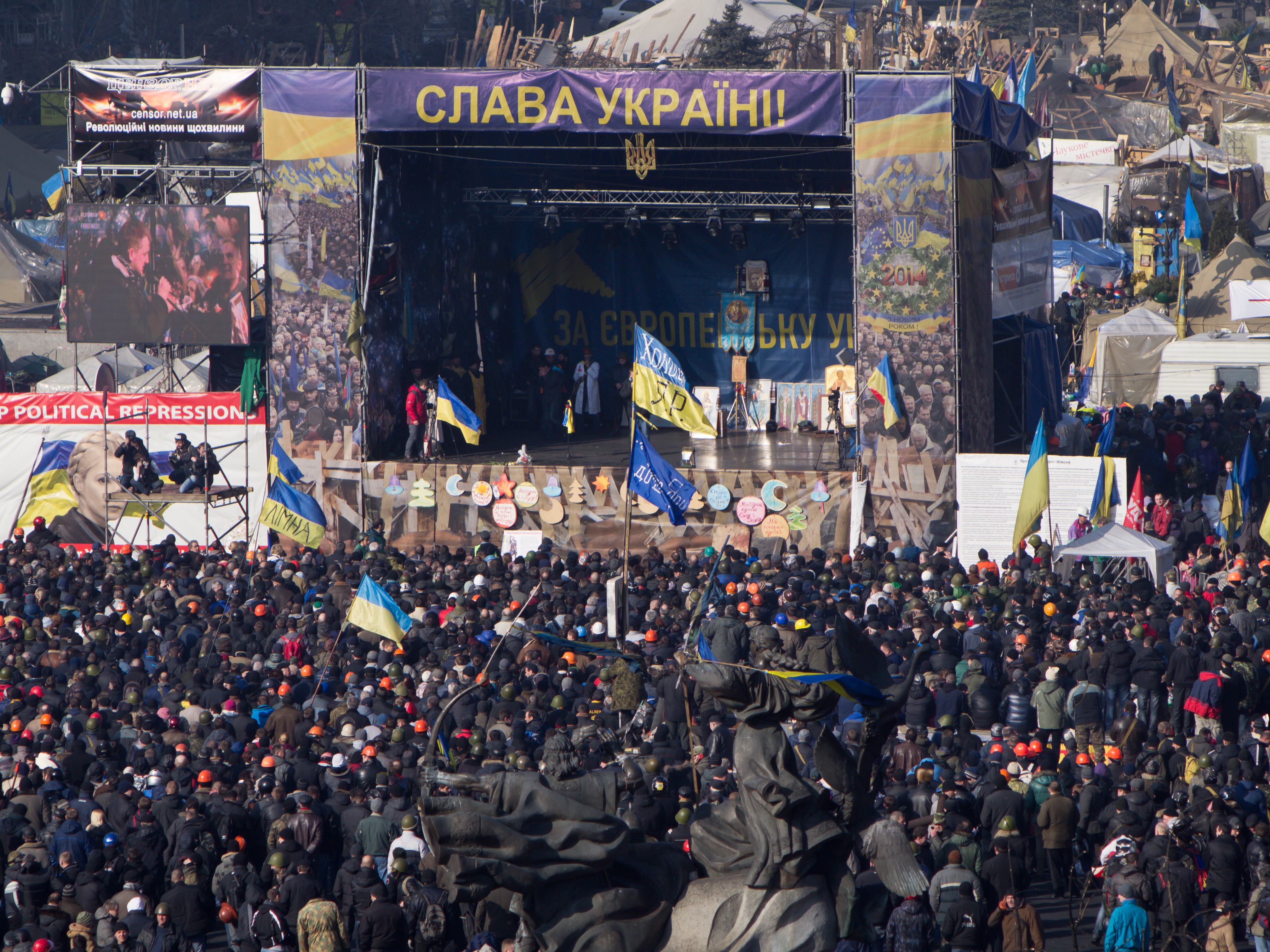
La folla dell'Euromaidan il 21 febbraio

Il vicecapo di Stato Maggiore tenente generale Jurij Dumans'kyj scrisse una lettera di dimissioni dalle Forze Armate a causa di un disaccordo sulla partecipazione dell'esercito nel conflitto. "Oggi l'esercito è coinvolto in una fase di conflitto civile, che potrebbe portare a morti di massa di civili e soldati", ha detto. Verso mezzanotte, il giornalista Artëm Ševčenko, riferendosi alle sue fonti nello Stato Maggiore Generale delle Forze Armate dell'Ucraina, ha annunciato che 10 BTR erano partiti dalla Baia di Kozachia (dove ha la base la Flotta del Mar Nero della Russia), scortati da veicoli DAI (Auto d'Ispezione stradale). Secondo il giornalista, 1 500 paracadutisti e 400 marines, tra cui la 25ª Brigata Aviotrasportata, la 1ª Brigata di Marina, la 831a Unità Anti-sabotaggio e il 2° Spetsnatz di Marina, vennero trasferiti il 20 febbraio sotto il comando della SBU per l'operazione antiterrorismo in corso.
Nel periodo precedente alla sessione parlamentare del giorno, venne riferito che molti membri del Partito delle Regioni e delle loro famiglie avevano abbandonato la capitale, tra cui il ministro dell'Interno in carica Zacharčenko e il procuratore Generale Viktor Pšonka.
Più tardi gli attivisti di Majdan rilasciarono i militari delle Truppe Interne che avevano catturato il giorno precedente. Nel frattempo l'intera forza di polizia del Radekhiv si unì ai manifestanti di Kiev.
Il Servizio di Sicurezza dell'Ucraina concluse ufficialmente la sua "preparazione all'operazione antiterrorismo che è stata introdotta il 19 febbraio di quest'anno".

#### L'accordo
Un accordo di compromesso venne concordato (dopo ore di negoziati condotti dai mediatori dell'Unione europea e dai Ministri degli Esteri Radosław Sikorski della Polonia, Laurent Fabius della Francia e Frank-Walter Steinmeier della Germania) e firmato da entrambi i leader dell'opposizione e dal presidente dopo una trattativa notturna. L'accordo ha accettato di: restaurare la Costituzione come fu tra il 2004 e il 2010; completare la riforma costituzionale entro settembre; indire elezioni presidenziali anticipate entro dicembre 2014; indagare sulla violenza condotta sotto il controllo congiunto delle autorità, l'opposizione, e il Consiglio d'Europa; imporre lo stato di emergenza; amnistiare i manifestanti arrestati dal 17 Febbraio; lasciare gli edifici pubblici occupati dai manifestanti; confiscare le armi illegali; "nuove leggi elettorali" per essere eletti e la formazione di una nuova Commissione elettorale centrale. I tre ministri degli esteri dell'Unione europea firmarono il documento come testimoni; il mediatore russo Vladimir Lukin non firmò l'accordo, dato che non aveva il mandato per firmare un accordo sulla crisi.
Il Parlamento votò all'unanimità, 386-0, per tornare alla Costituzione del 2004, e poi 332-0 in un voto per sospendere il Ministro degli Interni in carica Vitalij Zacharčenko. Un altro disegno di legge apportò modifiche al codice penale, consentendo la liberazione di Yulia Tymoshenko. 310 parlamentari votarono a favore del provvedimento, tra cui 54 dal Partito delle Regioni e 32 comunisti. Una proposta di legge venne introdotta in parlamento sull'accusa al presidente Janukovyč, presentata da Mykola Rudkovs'kyj.

#### Negazione dell'accordo da parte dei manifestanti

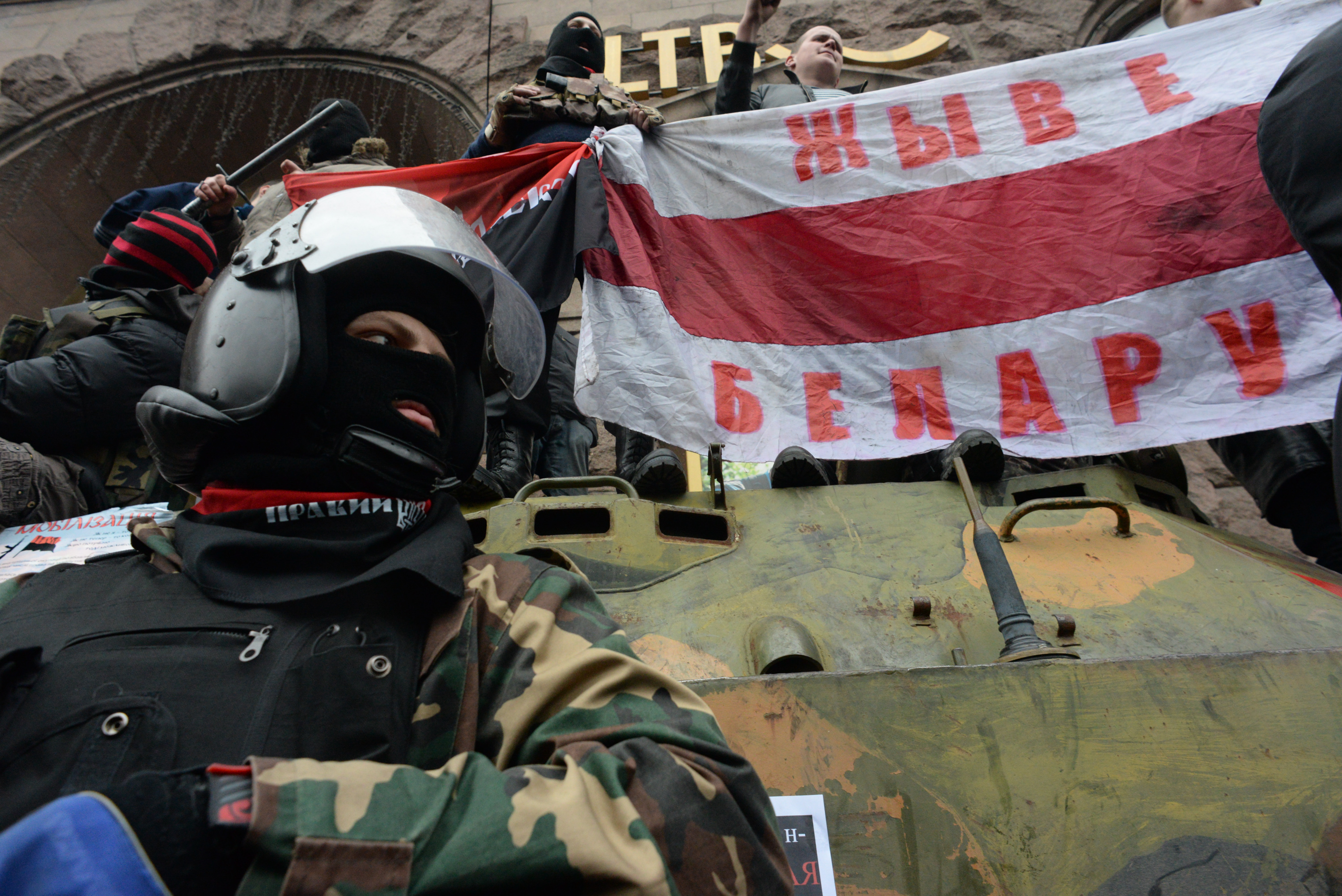
Un attivista di Settore Destro di fronte a una bandiera del Movimento Democratico Bielorusso.

In risposta all'accordo il leader di Settore Destro Dmytro Jaroš lo respinse, affermando: "Dobbiamo affermare il fatto evidente che il regime criminale non si fosse ancora reso conto della gravità del male delle sue azioni", e disse che l'accordo non era riuscito ad affrontare l'arresto del Ministro dell'Interno Vitalij Zacharčenko, l'asserzione del comandante del Berkut di essere stato coinvolto nell'omicidio di civili, la rimozione del procuratore generale e del Ministro della Difesa, il divieto del Partito delle Regioni e del Partito comunista, e le garanzie di sicurezza per coloro che sono coinvolti nell'opposizione. Ha invocato 'la rivoluzione del popolo' a continuare finché non ci sarà una rimozione completa di potere da parte delle autorità. Il capo dell'Euromaidan Andrij Parubij insistette sul fatto che le elezioni si tenessero al più presto possibile, e ribadì che una delle principali richieste dei manifestanti erano le dimissioni del presidente Janukovyč. Anche Automaidan annunciò che non avrebbe accettato niente al di fuori delle dimissioni di Janukovyč.
Vitalij Klyčko si scusò con la folla di Majdan se avesse offeso qualcuno nello stringere la mano a Janukovyč. Gli attivisti a Majdan risposero lanciando fischi ai leader dell'opposizione.

L'allora "attivista" Volodymyr Parasyuk - in seguito divenuto parlamentare - avvertì dal palco che se il Presidente Janukovyč non si fosse dimesso entro le ore 10:00 del giorno successivo, sarebbero andati all'assalto armato.

Dal palco di Majdan Oleh Ljaško espresse il suo sostegno alla richiesta di dimissioni di Janukovyč dalle 10:00, "O si dimette, o lo portiamo via" disse Ljaško a Majdan. Al di fuori di Kiev, si scoprì poi che la casa estiva del politico filo-russo Viktor Medvedčuk era stata data alle fiamme.
Nel tardo pomeriggio centinaia di poliziotti in tenuta antisommossa a guardia del complesso presidenziale ed edifici governativi circostanti erano svaniti. Il Ministro degli Esteri polacco Radosław Sikorski descrisse il ritiro delle forze come "stupefacente", notando che non era parte dell'accordo. Il ritiro in sé fu una reazione alle chiamate in molte regioni del paese delle polizia di essere richiamato nelle loro città durante l'occupazione a livello nazionale degli edifici governativi. Successivamente, Andrij Parubij segnalò che l'autodifesa dell'Euromaidan aveva pacificamente acquisito il controllo su Kiev e sui suoi edifici governativi, e che l'esercito era inattivo con l'opposizione.
Portando alla creazione di una nuova coalizione parlamentare ventotto deputati lasciarono il Partito delle Regioni. All'interno della fazione rimase un "gruppo di 31 deputati, con una posizione speciale" formato da Serhij Tihipko "destinato a convincere ai parlamentari del Partito delle Regioni di votare progressivamente".

## Le indagini sulle morti
I video in libera circolazione mostrano diversi momenti in cui i cecchini sparano alla folla.
Pochi mesi dopo la fine delle proteste il caso della morte di tre manifestanti, a causa delle armi da fuoco, fu presentato alla Corte Penale ucraina. Molteplici telecamere hanno registrato il momento dell'uccisione, il video è presente anche nel documentario sulla rivoluzione ucraina, "Winter on Fire". Uno dei morti, Ihor Dmytriv, 30 anni, un avvocato, accovacciato dietro uno scudo improvvisato fu colpito da un proiettile che gli entrò nel petto. Un altro manifestante, Andriy Dyhdalovych, 40 anni, operaio edile in tuta mimetica si è precipitato in avanti per aiutare Ihor. È stato colpito alla spalla ed è morto poco dopo in strada. La terza vittima, Yuriy Parashchuk, 47 anni, è stato colpito in testa circa 15 minuti dopo sulla stessa strada. Nessuno degli uomini fu armato..

### La ricostruzione della morte dei manifestanti
La ricostruzione della morte di tre manifestanti da un archivio di video di testimoni oculari, realizzato dalla SITU in collaborazione con avvocati, attivisti e informatici ucraini è basato su un archivio di video di testimoni oculari, analisi spaziali, modellazione 3D, animazione e visualizzazione interattiva. Ilprogetto è incentrato su un archivio di circa 65 ore di prove video.
La quantità di filmati raccolti dagli avvocati delle famiglie delle vittime, provenienti da ogni angolo, arrivarono a migliaia di ore (circa 400 filmati),  in seguito furono ridotti. Il cronometraggio e posizionamento dei singoli video, aiutato anche dall'intelligenza artificiale, è stato integrato con la scannerizzazione della via Instytutska, il luogo degli scontri.
Un filmato fondamentale ottenuto da Evelyn Nefertari, l'attivista che la lavorato al progetto,  è arrivato nell'ufficio della SITU più di un anno dopo l'inizio del caso. Ripreso da una telecamera di sorveglianza della Banca nazionale ucraina, mostra chiaramente i Berkut posizionati dietro la loro prima linea. In tutti e tre i casi, si possono vedere i singoli ufficiali mirare e sparare con i loro fucili al momento esatto della morte delle vittime.
Il progetto di ricostruzione è cruciale nel processo ai cinque poliziotti che, secondo la procura, sono responsabili degli omicidi. Tuttavia la maggior parte dei membri dell'unità speciale Berkut, leale al presidente Yanukovych, era fuggita in Russia. I procuratori ucraini hanno cercato di estradarli ma la richiesta è stata ignorata dal governo russo.

### Vittime

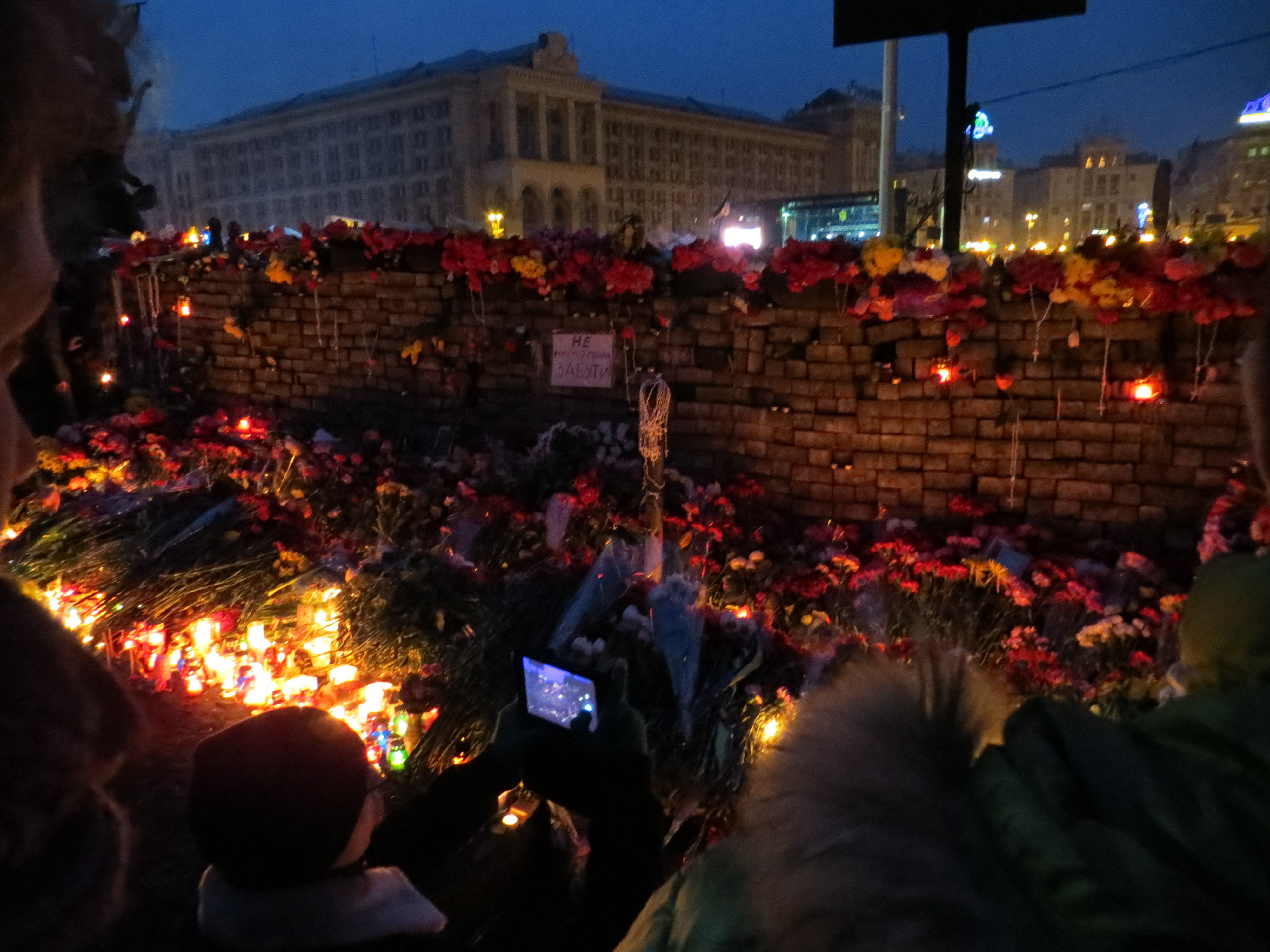
Memoriale a Kiev

I rappresentanti dell'opposizione hanno dichiarato che gli ospedali di Kiev traboccavano di persone ferite. Dopo il primo giorno di scontri, vennero annunciati 26 morti, di cui 16 manifestanti e 10 poliziotti. Quelli ricoverati includevano tre minorenni, cinque giornalisti e 79 poliziotti. Secondo Ol'ha Bohomolec' (stimata dottoressa in Ucraina), "i cecchini miravano al cuore, ai polmoni e al collo".
Il numero totale delle vittime è 107 manifestanti, chiamati la 'cento del cielo' e 13 agenti di polizia.

### Morti
Dal 18 al 19 febbraio il numero ufficiale secondo il Ministero della Sanità è stato di 28 morti, 10 dei quali erano della polizia e delle truppe Berkut.
Entro le ore 13:00 del 20 febbraio almeno 34 manifestanti erano stati uccisi dalla polizia, con i giornalisti a verificare i corpi (15 presso l'hotel Kozac'kyj, 12 presso l'Ucraina Hotel, 7 presso la Posta Centrale). Nel primo pomeriggio i giornalisti del Kyiv post riferirono di altri otto corpi per le strade di Chreščatyk, oltre al numero delle vittime precedente. Secondo il coordinatore di servizi medici a Majdan, Oleh Musiy, dalle 17:30 del 20 febbraio 70 manifestanti erano stati uccisi, ma la cifra potrebbe essere più alta arrivando a 100. Nel frattempo,l'Amministrazione Statale della Città di Kiev ha riferito di 67 morti, in base al numero dei corpi consegnati alla medicina legale. Il Ministero della Sanità ha riferito di 75 morti in totale dall'inizio del conflitto.

### La disinformazione e le speculazioni
In seguito alle sparatorie è iniziata una campagna di disinformazione russa sui social media. Il Washington Post ha attribuito lo sforzo al G.R.U., l'ntelligence militare russa. Gli agenti del GRU attraverso la creazione di account social falsi, ovvero i troll e i bot, hanno sparso l'informazione che la rivoluzione ucraina era un "colpo di stato" da parte di "nazionalisti armati". I messaggi sono stati distribuiti su Facebook e su VKontakte, un social russo. Altri gruppi online creati dall'intelligence russa promuovevano la secessione della Crimea dall'Ucraina, la campagna di disinformazione ha fatto uso degli annunci pagati su Facebook.

#### Speculazioni sui cecchini
L'IBTimes ha riferito di una telefonata intercettata tra il ministro degli Esteri estone, Urmas Paet e l'Alto Rappresentante dell'Unione per gli Affari Esteri e per la Sicurezza Catherine Ashton: Paet trasmise la testimonianza di un medico di nome Olga che diceva che gli omicidi dei cecchini durante le proteste erano stati commessi dalle stesse persone.
Paet poi affermò che non stava implicando il coinvolgimento dell'opposizione in questione, ma semplicemente una trasmissione senza veridicità di contenuto nella telefonata di Olga. Ol'ha Bohomolec', il medico, avrebbe sostenuto che i dimostranti e le truppe Berkut arrivarono sotto il fuoco dalla stessa parte, disse che non aveva detto al signor Paet che i poliziotti e i manifestanti sono stati uccisi nello stesso modo, che lei non implica che l'opposizione fosse implicato negli omicidi e che il governo le ha comunicato che l'indagine era stata avviata.
Hennadij Moskal', ex vice capo della principale agenzia di sicurezza dell'Ucraina, la SBU, e del Ministero degli Interni, suggerì in un'intervista pubblicata sul quotidiano ucraino Zerkalo Nedeli che cecchini dalla MIA e della SBU erano responsabili per gli spari, non agenti stranieri, agendo su piani di emergenza risalenti al periodo sovietico, affermando:
"Oltre a questo, i cecchini hanno ricevuto l'ordine di sparare non solo sui manifestanti, ma anche sulle forze di polizia. Tutto questo è stato fatto al fine di intensificare il conflitto, al fine di giustificare l'operazione di polizia per cancellare Majdan".
Egli ha inoltre suggerito che l'attuale ministro degli Affari Interni, Avakov, e il presidente della SBU, Nalivajčenko, anche se non erano responsabili per le uccisioni, coprivano e proteggevano il personale che in realtà aveva pianificato ed eseguito l'operazione, al fine di impedire una reazione contro il ministero e per evitare la perdita di prestigio. Il ministro dell'Interno Avakov dichiarò che il conflitto è stato provocato da terzi 'non-ucraini', e che un'indagine era in corso.
Il 31 marzo 2014 il Daily Beast ha pubblicato foto e video che mostrano che i cecchini erano membri dell'unità "anti-terrorismo" Gruppo Alpha dell'Agenzia di Sicurezza dell'Ucraina (SBU), che era stata addestrata in Russia. I media hanno suggerito che non era la polizia antisommossa ucraina che aveva sparato sui manifestanti, come precedentemente creduto, anche se i membri del Gruppo Alpha sono cittadini ucraini.

## Conseguenze

### Rimozione di Janukovyč
Il 21 febbraio il presidente Janukovyč e il Parlamento dichiararono il 22 e 23 febbraio nuovi giorni di lutto "per la perdita di vite umane a causa dei disordini di massa".
In Parlamento il presidente Volodymyr Rybak presentò le sue dimissioni, citando una presunta malattia. La posizione di Janukovyč era sconosciuta, nonostante avesse detto ai media di aver volato a Charkiv. Oleksandr Turčynov dichiarò che in realtà la maggior parte dei ministri erano scomparsi, così come il Ministro degli Interni Vitalij Zacharčenko (che è stato segnalato essere fuggito in Bielorussia) e il presidente Viktor Janukovyč, "L'unico corpo legittimo rimasto è la Verchovna Rada - così noi siamo qui per votare oggi. I compiti principali di oggi sono: votare per il nuovo presidente, il nuovo primo ministro e il nuovo Ministro degli Interni". Nella Verchovna Rada, 328 deputati hanno votato contro 0 (dei 447 deputati) per impostare la data delle elezioni presidenziali al 25 maggio. L'azione non ha seguito il processo di impeachment come specificato dalla Costituzione dell'Ucraina (che avrebbe comportato formalmente la carica del presidente come un crimine, una revisione della carica da parte della Corte costituzionale dell'Ucraina, e un voto a maggioranza di tre quarti - cioè almeno 338 voti favorevoli - della Rada); invece, la Verchovna Rada ha dichiarato che Janukovyč "si è ritirato dalle sue funzioni in maniera incostituzionale" e ha citato "circostanze di estrema urgenza", come motivo per le elezioni anticipate. Oleksandr Turčynov è stato poi votato dal Parlamento Presidente del Parlamento ucraino e Presidente e Primo Ministro dell'Ucraina in carica.
Turčynov ha sostenuto che Viktor Janukovyč aveva accettato di dimettersi da presidente, ma dopo aver consultato i consiglieri, ha sconfessato la decisione e ha pre-registrato anche una dichiarazione delle dimissioni. Janukovyč disse che non avrebbe dato le dimissioni o lasciato il paese, e chiamò le decisioni del Parlamento "illegali "e che "gli eventi testimoniati dal nostro paese e il mondo intero sono un esempio di un colpo di Stato", confrontandolo con l'ascesa dei nazisti al potere in Germania nel 1930.
L'ufficio del partito comunista a Kiev venne saccheggiato da ignoti uomini mascherati armati di manganelli.

#### Scomparsa ed azione penale
Seguendo le procedure parlamentari di trasferimento di potere al nuovo governo provvisorio, il procuratore generale Viktor Pšonka e il Ministro delle Finanze Oleksandr Klymenko vennero fermati al confine con la Russia mentre cercavano di fuggire dal paese. Secondo il servizio nazionale di frontiera, anche Viktor Janukovyč cercò di fuggire con un volo charter a Donec'k, ma venne fermato dalle guardie di frontiera. Gli agenti di frontiera furono "accolti da un gruppo di uomini armati che offrirono soldi per volare senza la corretta autorizzazione". Janukovyč poi se ne andò con un'auto blindata, la sua posizione sconosciuta. Anche l'ex ministro dell'Interno Zacharčenko tentò di volare fuori da Donetsk e gli venne negato l'accesso per ragioni analoghe.
Il 23 febbraio il vicepresidente della Rada Oleh Ljaško affermò che l'ex presidente Janukovyč era stato visto alla base navale russa di Sebastopoli, dove si stava preparando a lasciare il paese a bordo di una nave militare russa. La giornalista Tetjana Čornovol intanto ipotizzò che stava tentando di fuggire in mare sul suo yacht privato, anch'esso a Sebastopoli.
Il 24 febbraio, in qualità di Ministro degli Interni ucraino, Arsen Avakov dichiarò che Janukovyč era stato messo sulla lista dei ricercati e che "un procedimento penale per le uccisioni di massa di civili è stato aperto" sia per lui sia per altri funzionari.
Il 25 febbraio il Parlamento ha chiesto alla Corte Penale Internazionale di "stabilire e portare davanti alla giustizia" alti funzionari ucraini, tra cui Janukovyč, per crimini contro l'umanità nel periodo tra il 21 novembre 2013 e il 22 febbraio 2014 durante le "proteste pacifiche dei cittadini".
Il 25 febbraio Janukovyč e l'ex ministro degli Interni Zacharčenko sono state dichiarati ricercati internazionali. Anche i procedimenti penali del 20 febbraio per gli omicidi dei manifestanti dell'Euromaidan sono stati avviati; Janukovyč, l'ex capo dell'amministrazione presidenziale Andrij Kljujev, l'ex procuratore generale Viktor Pšonka, l'ex Ministro degli Interni Vitalij Zacharčenko, l'ex capo del Servizio di sicurezza dell'Ucraina (SBU) Oleksandr Jakymenko, il comandante delle Truppe Interne del Ministero dell'Interno ucraino Stanislav Šuljak, e molti altri sono stati dichiarati sospetti nel caso.

### Sviluppi politici

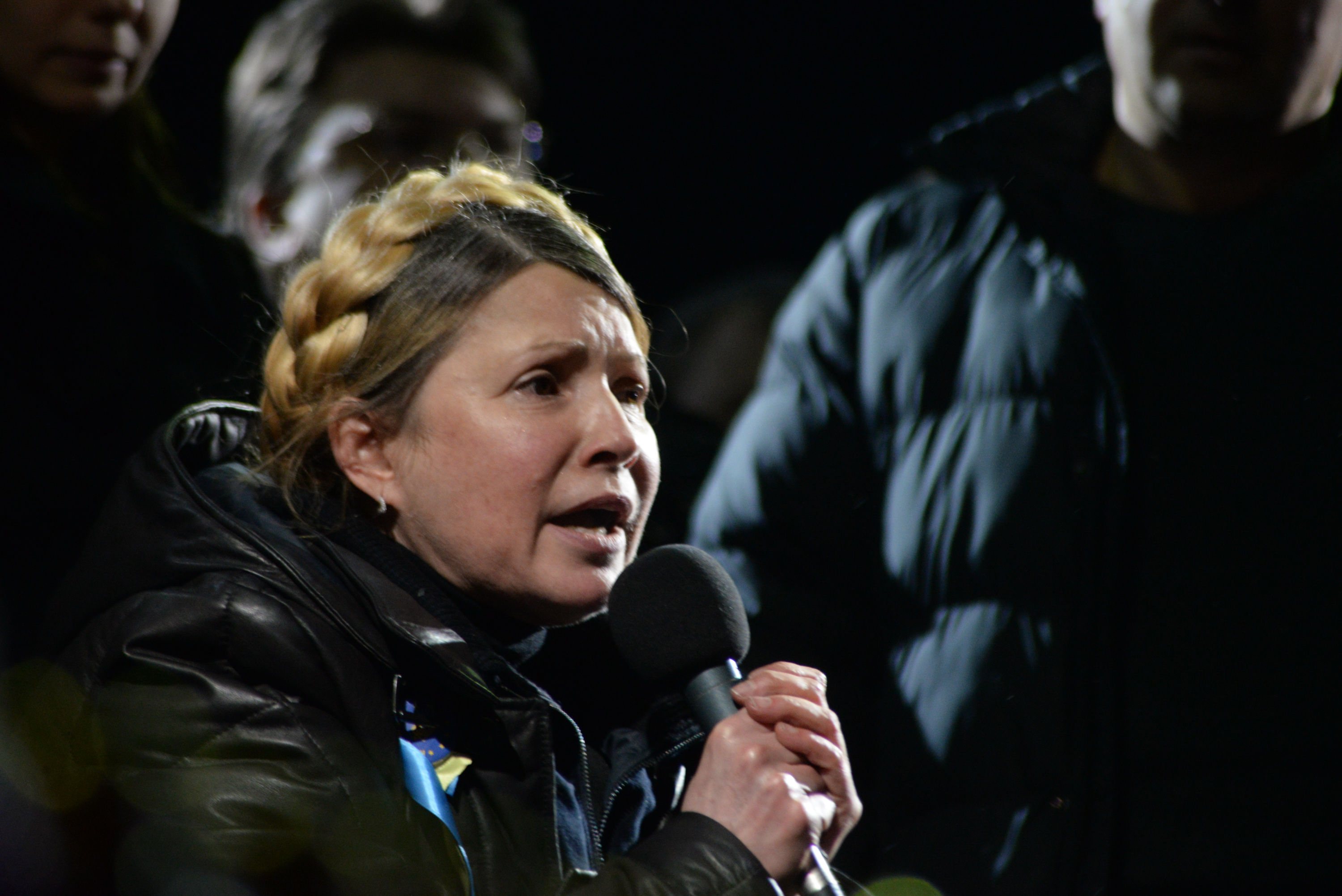
Yulia Tymoshenko parla alla folla a Kiev il giorno del suo rilascio

Il 22 febbraio Julija Tymošenko venne rilasciata dal carcere e incontrò la folla di Majdan, che aveva più di 100 000 partecipanti. Lo stesso giorno il parlamento elesse Arsen Avakov come Ministro degli Interni in carica. Il Parlamento spodestò anche Viktor Pšonka come procuratore generale dell'Ucraina in un voto di sfiducia.
Il 23 febbraio, secondo giorno di lutto nazionale, la Verchovna Rada votò per abolire la legge sulle politiche linguistiche che avevano dato alle lingue russa, rumena e ungherese in alcune zone lo status ufficiale di lingue regionali. Tuttavia, questo atto è stato poi vietato dal presidente in carica, il quale ha affermato che non firmerà il disegno di legge fino a che non venga sviluppata una nuova legislazione che tuteli le lingue minoritarie. Lo stesso giorno la Verchovna Rada ha licenziato il Ministro degli Esteri Leonid Kožara, il Ministro della Salute Raïsa Bogatyr'ova e il ministro dell'Istruzione Dmytro Tabačnyk e nazionalizzato la tenuta privata di Janukovyč di Mežyhir"ja. I mandati sono stati emessi per l'ex Ministro delle Finanze Oleksandr Klymenko e per l'ex procuratore generale Pšonka. La Verchovna Rada inoltre ha approvato emendamenti che riprendono il potere di nominare e destituire giudici, che in precedenza era appartenuto al Consiglio Supremo di Giustizia.
Il 24 febbraio Verchovna Rada ha dimesso il Ministro delle Politiche Sociali Natalija Korolevs'ka e il Ministro della Cultura Leonid Novochatko; e ha dimesso Ihor Sorkin come governatore della Banca Nazionale d'Ucraina, sostituendolo con Stepan Kubiv. Lo stesso giorno la Verchovna Rada ha nominato Valentyn Nalyvajčenko (UDAR), capo del Servizio di Sicurezza dell'Ucraina dopo aver dimesso Oleksandr Jakymenko da questa carica. Anche in questo giorno il leader del Partito delle Regioni Oleksandr Jefremov ha dichiarato che il partito si stava muovendo in opposizione. 77 dei suoi parlamentari avevano lasciato la sua fazione nel corso degli ultimi giorni.
Il 25 febbraio (martedì) il presidente in carica Turčynov ha annunciato "Sto istruendo la formazione di un governo di unità nazionale, per giovedì". (Il 23 febbraio aveva chiesto la formazione di un tale governo entro il 25 febbraio.) Inoltre in questo giorno Anatolij Kinach e altri 32, per lo più ex-deputati del Partito delle Regioni, crearono il Gruppo Parlamentare per lo Sviluppo Economico.
Il 26 febbraio il presidente in carica Turčynov ha assunto le funzioni di supremo comandante in capo delle Forze Armate ucraine.

### Sviluppi giuridici
Il 24 febbraio Verchovna Rada ha inoltre deciso di rilasciare tutti i prigionieri politici, inclusi padre e figlio Pavlyčenko del procedimento penale Pavlyčenko. E terminò i poteri di cinque giudici della Corte costituzionale dell'Ucraina nominati dalla quota del Parlamento, per violazione del loro giuramento. La Verchovna Rada offrì anche al presidente ad interim dell'Ucraina di licenziare, per aver infranto il giuramento, due giudici della Corte costituzionale dell'Ucraina che erano stati nominati dal Presidente dell'Ucraina, e il Consiglio dei Giudici e di convocare, entro tre giorni, un Congresso straordinario dei Giudici di Ucraina al fine di considerare il licenziamento, per aver infranto il giuramento, di cinque giudici della Corte costituzionale dell'Ucraina che erano stati nominati dal Congresso dei Giudici di Ucraina. Inoltre, nella risoluzione sopra la Verchovna Rada dell'Ucraina assegnò al procuratore generale dell'Ucraina l'incarico di avviare un procedimento penale contro tutti i giudici, i quali, secondo il parere dei deputati del popolo dell'Ucraina erano colpevoli di adozione di una decisione della Corte costituzionale dell'Ucraina № 20-rp / 2010 del 30 settembre 2010 (caso sul rispetto della procedura di introdurre emendamenti alla Costituzione dell'Ucraina). Il 27 febbraio 2014 i giudici della Corte costituzionale hanno inviato alle organizzazioni europee e internazionali e alle istituzioni per i diritti umani, una mozione di protesta contro la decisione approvata dal Parlamento.
Il 25 febbraio il Parlamento chiese alla Corte Penale Internazionale di "stabilire e portare davanti alla giustizia" alti funzionari ucraini, tra cui Janukovyč, per crimini contro l'umanità tra il 21 novembre 2013 e il 22 febbraio 2014 durante le "proteste pacifiche dei cittadini".
Il 27 febbraio Viktor Janukovyč è stato accusato di avere rubato settanta miliardi di dollari dal bilancio dello Stato.

### Bando dei media
Il Consiglio nazionale ucraino per la TV e le Emittenti Radio istruì tutti gli operatori via cavo l'11 marzo di interrompere la trasmissione di un numero di canali russi, tra cui le versioni internazionali delle principali stazioni di controllo statale Rossija 1, Channel One e NTV, così come il canale di notizie Rossija 24.

### Blocco del traffico
Il 18 febbraio 2014 alle 16:00 la Metropolitana di Kiev cessò la sua attività, a causa di "una minaccia di atto terroristico". Il 20 febbraio alle ore 10.00, gli attivisti di Euromaidan picchettarono la sede principale e la stazione della metropolitana di Kiev "Politechničnyj Instytut", con l'obbligo di riaprire la metropolitana. Anche l'ex capo dell'amministrazione statale della Città di Kiev Ivan Salij richiese la riapertura della metropolitana.
Il 20 febbraio alle ore 16:00, i titušky vennero trasportati in metro da Poznjaky alla stazione Pečers'ka, come riferì "Lvivs'ka gazeta". L'Amministrazione della metropolitana fece una confutazione relativa ai trasporti di agenti di polizia e di altre persone. Il governo chiuse anche le autostrade e l'accesso ferroviario.
La mattina del 20 febbraio la metropolitana di Kiev aveva in parte ripreso il servizio.
La metropolitana è diventata pienamente operativa nuovamente (compresa la riapertura della stazione Majdan Nezaležnosti) il 24 febbraio 2014.

### Dissoluzione del Berkut
Il 25 febbraio 2014, in qualità di Ministro degli Interni del nuovo governo, Arsen Avakov firmò un decreto per lo scioglimento del Berkut. Nel marzo 2014 la Russia ha annunciato che l'unità di Crimea Berkut avrebbe preservato il suo nome in quanto incorporata nel Ministero degli Interni russo. Lo status di Crimea e Sebastopoli è attualmente sotto contestazione da parte di Ucraina e Russia; l'Ucraina e la maggior parte della comunità internazionale considerano la Crimea una repubblica autonoma dell'Ucraina e Sebastopoli una delle città dell'Ucraina a statuto speciale, mentre la Russia, d'altra parte, considera la Crimea una repubblica della Russia e Sebastopoli una delle sue città federali. Entrambe sono completamente sotto il controllo russo.

### Proteste contro il nuovo governo
Secondo Cathy Young, nelle proteste Anti-Majdan contro la rivoluzione, nella cartellonistica stradale, postata su Internet, e anche nei discorsi ai raduni il nuovo governo di Kiev venne attaccato come 'cricca ebraica' che cerca di utilizzare gli ucraini per difendere gli interessi dei ricchi ebrei, e la rivoluzione raffigurata come un "colpo di stato sionista".

#### Ucraina sud-orientale

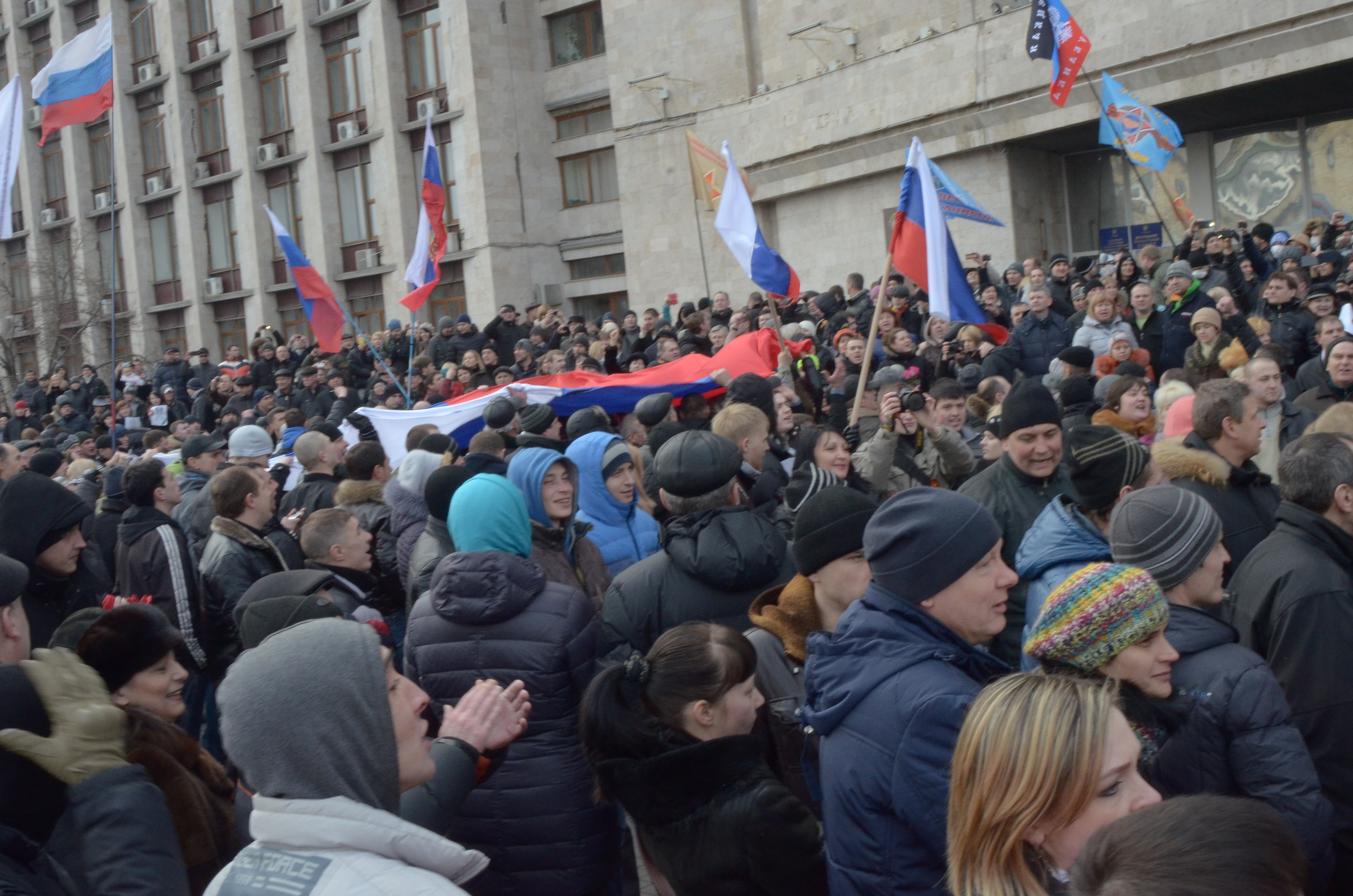
Manifestanti filo-russi a Donec'k, 1 marzo 2014

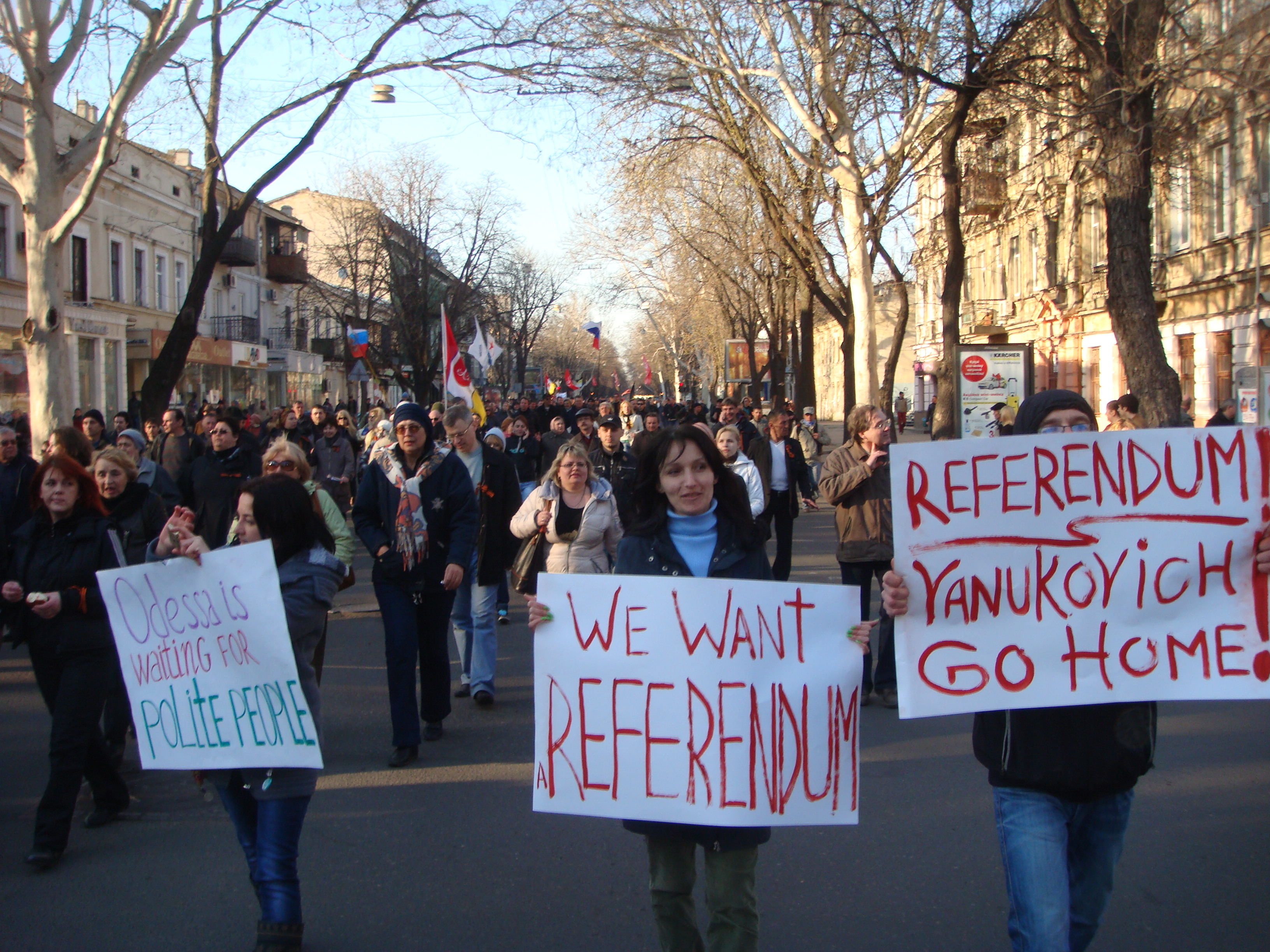
Attivisti filo-russi marciano nelle strade di Odessa il 30 Marzo 2014

L'organizzazione filo-russa Fronte Ucraino annunciò una riunione che si tenne il 22 febbraio tra i rappresentanti dell'Ucraina meridionale e orientale. Andriy Kluyev era un organizzatore dell'evento e il gruppo intendeva discutere la federalizzazione del paese in regioni semi-autonome. A seguito dell'accordo con l'opposizione e le misure fatte in parlamento, il presidente Janukovyč poi volò da Kiev a Kharkiv per partecipare al congresso del Fronte Ucraino; fonti hanno indicato che anche le forze Berkut erano state ammassate a Kharkiv in previsione della manifestazione. Come ha riferito Jurij Lucenko, dopo la mezzanotte il 22 febbraio, la SBU ha aperto un procedimento penale contro il governatore di Kharkiv Mikhail Dobkin e il sindaco Hennadiy Kernes per sostegno del separatismo.
Al Congresso delle regioni meridionali e orientali a Kharkiv il 22 febbraio, i deputati approvarono una risoluzione, dichiarando che erano pronti ad assumersi la responsabilità per la protezione dell'ordine costituzionale nel loro territorio. Dichiararono che i recenti avvenimenti a Kiev hanno portato alla paralisi del potere centrale e ad una destabilizzazione del paese. Essi inoltre firmarono una dichiarazione respingendo l'autorità del Parlamento. Il ministero dell'Interno ha riferito che il governatore Dobkin e il sindaco Kernes hanno poi lasciato il paese per la Russia.
Il 23 febbraio il parlamento ucraino approvò un disegno di legge per abrogare la legge sulle lingue minoritarie, che, se firmato dal presidente ucraino avrebbe stabilito l'ucraino come unica lingua ufficiale di Stato di tutta l'Ucraina, compresa la Crimea che è popolata da russofoni. The Christian Science Monitor ha riferito: "[l'adozione di questo disegno di legge] servirà solo a far infuriare le regioni di lingua russa, [che] vedono la mossa come un'ulteriore prova che le proteste antigovernative a Kiev che rovesciarono il governo di Janukovyč erano intente a premere per un programma nazionalista". Una proposta di abrogare la legge fu vietata il 28 febbraio 2014 dal presidente Oleksandr Turčynov.
Il 23 febbraio le tensioni rimasero a Charkiv come scontri scoppiati tra migliaia di pro e anti-governo in migliaia di raduni di uguali dimensioni, e il sindaco Kernes venne bloccato dall'entrare nell'edificio del consiglio comunale. I manifestanti pro-russi stavano a guardia della statua di Vladimir Lenin nel centro della città, ma venne annunciato dal vice capo dell'Amministrazione dello Stato regionale che la città avrebbe smantellato la statua indipendentemente il 25 febbraio.
Il 24 febbraio, in qualità di ministro degli Interni, Arsen Avakov ha annunciato che un procedimento penale è stato avviato contro Jevhen Žylin, leader dell'organizzazione anti-Euromaidan basata a Charkiv 'Oplot'.
Il 1 ° marzo migliaia di persone a Charkiv, Donec'k, Sinferopoli, Odessa, Luhans'k, Melitopol', Eupatoria, Kerč' e Mariupol' protestarono contro il nuovo governo.
Indagini pubbliche dell'aprile 2014 rivelarono che nelle regioni orientali tutti i livelli di governo vengono percepiti essere illegittimi. La metà degli intervistati ritiene che il presidente Oleksandr Turčynov ha "occupato illegalmente il suo posto". Circa la metà tiene anche la stessa opinione sul governo centrale guidato da Arsenij Jacenjuk. Tuttavia, quasi il 70% di tutte le regioni hanno convenuto che neanche il deposto presidente Viktor Janukovyč era il presidente legale del paese.

### L'annessione della Crimea
Dopo la rivoluzione ucraina una crisi di secessione iniziò nella filorussa penisola di Crimea. Il 1º marzo 2014 il presidente ucraino in esilio Viktor Janukovyč ha inviato la sua richiesta a Putin per sollecitare l'utilizzo delle forze militari della Russia "per stabilire la legittimità, la pace, la legge e l'ordine, la stabilità e difendere il popolo ucraino". Lo stesso giorno, Putin ha chiesto e ricevuto l'autorizzazione da parte del parlamento russo a schierare truppe russe in Ucraina in risposta alla crisi. Le truppe russe, di stanza in Crimea, di conseguenza furono mobilitate ed entro il 2 marzo avevano il controllo completo della penisola.

### Distruzione dei monumenti
Almeno venticinque statue di Vladimir Lenin sono state distrutte dai manifestanti Euromaidan. Il gruppo militante Settore Destro è stato accusato di gran parte delle distruzioni. Oltre alle statue di Lenin, un monumento ai caduti dedicato alla memoria dei "Soldati sovietici" è stato rimosso nella città ucraina occidentale di Stryi. Ai primi di dicembre, 2 013 attivisti sconosciuti dipinsero parzialmente la statua in onore dei lavoratori della fabbrica Arsenal di Kiev, caduti durante la guerra civile nel 1918. Usarono i colori rosso e nero (simile alla bandiera del nazionalista Esercito insurrezionale ucraino). Il 28 febbraio 2014, il monumento dedicato alle forze sovietiche che avevano combattuto la seconda guerra mondiale e il monumento ai soldati sovietici che avevano combattuto in Afghanistan, entrambi eretti nella città di Dnipropetrovs'k, sono stati vittime di vandalismo e dipinti con slogan nazionalistici. Il Ministero degli Esteri russo ha definito la distruzione dei monumenti dell'era sovietica come "vandalismo Russofobico" e un "oltraggio" sul suo account Twitter in lingua inglese, e ha chiesto che tale fenomeno venga fermato.

### Occupazione delle RSA

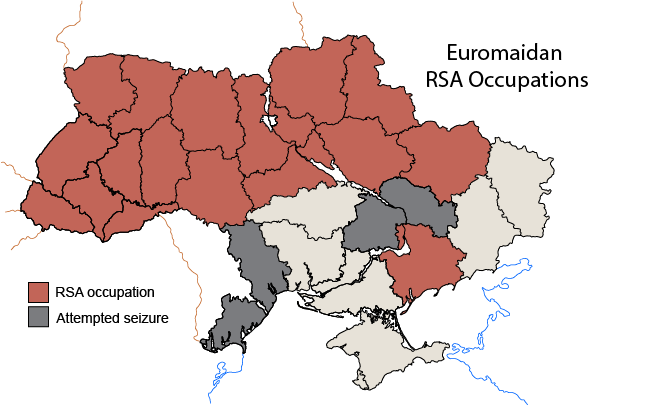
Gli uffici governativi regionali occupati dall'Euromaidan il 3 marzo, 2014

A partire dal 18 febbraio gli attivisti Euromaidan occuparono gli edifici dell'amministrazione statale (RSA) in diverse oblast' (regioni).

### Sviluppi economici
Un altro effetto prevedibile della rivoluzione è stato un aumento del 50% sul prezzo del gas naturale venduto ai consumatori domestici in Ucraina. L'aumento era previsto avere effetto dal 1º maggio come parte di un insieme di contingenze intrecciate richieste dall'Unione Europea e dal Fondo monetario internazionale (FMI), al fine di fornire un sostegno finanziario all'Ucraina. Prima dell'aumento, tutto il gas naturale acquistato dal governo ucraino era rivenduto al consumatore dai sussidi governativi al di sotto dei prezzi di mercato. Il FMI ha richiesto all'Ucraina di riformare tali sovvenzioni al fine di fornire al governo nazionale un pacchetto di aiuti del valore di miliardi di euro. Nel mese di maggio, sborsò 3.2 miliardi di dollari per stabilizzare l'Ucraina e, secondo un calcolo approvato da Michael Hudson, da metà agosto 3.1 milioni di dollari della somma era stata salata lontano dai cleptocrati. Il sistema bancario aveva bisogno di più di 5 miliardi di dollari nei 17 miliardi di dollari che l'FMI si è impegnato a concedere in prestiti. L'Unione Europea, a sua volta, ha richiesto all'Ucraina di garantire questo pacchetto di aiuti del FMI affinché l'UE sostenga finanziariamente l'Ucraina sotto i termini dell'accordo di associazione UE-Ucraina recentemente firmato per un importo di circa 1.6 milioni di euro. Allo stesso modo, i prezzi del gas per le imprese distrettuali di riscaldamento prevedevano inoltre un aumento del 40% dal 1 ° luglio. Anders Aslund, ex consigliere economico del governo ucraino, ritiene che le spese dell'Ucraina possono essere ridotte del 2% del suo PIL se le sovvenzioni di gas vengono arrestate.

### Sviluppi sportivi
Il 19 febbraio 2014 la UEFA ha annunciato di avere deciso di cambiare la sede della partita degli Ottavi di Finale della UEFA Europa League 2013-2014 Dynamo Kiev vs Valencia dallo Stadio Olimpico di Kiev, al GSP Stadium di Nicosia, a Cipro, a causa dei disordini di Kiev.
La Dynamo Kiev e gli altri club ucraini e i loro avversari hanno tenuto un minuto di silenzio per le vittime a Kiev prima delle partite e i giocatori hanno giocato con i bracciali a lutto.
Il 25 febbraio 2014 le partite successive della Super League di Basket ucraina 2013-2014 sono state rimandate a breve termine.
Il 26 febbraio 2014 la seconda parte della Premier League ucraina 2013-2014 è stata sospesa a causa della situazione nel paese.
Il 3 marzo 2014 un'amichevole in programma tra gli Stati Uniti e l'Ucraina a Charkiv è stata spostata a Nicosia, Cipro per problemi di sicurezza in materia alla potenziale instabilità nell'Oblast' di Charkiv.
Tre partite in casa dei play off del HC Donbass sono state spostate dalla Družba Arena di Donec'k alla Slovnaft Arena di Bratislava, in Slovacchia. Dopo aver giocato la settima partita della serie del Primo Turno contro la Dinamo Riga e le partite 3 e 4 nel secondo turno contro il Lev Praha nella capitale slovacca, la squadra tornò a Donec'k per la sesta partita della serie contro il Lev.

## Reazioni

### Reazioni nazionali

#### Verchovna Rada
Il 20 febbraio il Parlamento riprese la sua attività intorno alle 16:00 e lavorò fino alle 23:00 circa, portando i parlamentari ad adottare un progetto di legge "sulla condanna della violenza che ha portato alla morte dei cittadini pacifici dell'Ucraina".
Il 21 febbraio alle 10:15 il parlamento fece un comunicato stampa in cui Volodymyr Rybak aveva firmato la risoluzione parlamentare "Chi condanna la violenza in Ucraina, che ha portato alla perdita di vite umane", che ordinò al Consiglio dei Ministri dell'Ucraina e a tutti i siloviks di fermare l'uso della forza e di vietare l'uso di tutte le armi e le misure speciali contro i cittadini ucraini.

#### Reazioni politiche
- Iryna Heraščenko, membro del Parlamento con l'opposizione di Vitalij Klyčko, il partito dell'Alleanza Democratica Ucraina per la Riforma, commentò la situazione critica dei servizi sanitari ucraini, dicendo: "Tutti i servizi di emergenza sono pieni fino all'orlo. Non c'è nessun posto dove mettere la gente. I medici sono meravigliosi. Il loro sacrificio è impressionante. Essi lavorano con dedizione piena, lottano per chiunque sia ferito".[370]
- Dopo la trattativa con il presidente Viktor Janukovyč, il leader dell'opposizione Arsenij Jacenjuk disse che i colloqui "si sono conclusi con niente... i deputati dell'opposizione hanno detto che Janukovyč ha minacciato tutti i capi dell'opposizione con una responsabilità penale. Abbiamo avuto solo un elemento: avviare immediatamente la tregua, ma hanno detto di concederla efficacemente. Dato che una tregua non è stata annunciata e il governo non ha questo desiderio, noi stiamo in piedi sull'orlo della pagina più drammatica della storia dell'Ucraina".[370]
- In una dichiarazione sul sito web del suo partito il leader dell'opposizione Vitalij Klyčko scrisse: "Janukovyč reagisce alla situazione assolutamente inadeguatamente. Tutto quello che ha detto è che i leader dell'opposizione dovrebbero invitare le persone a Majdan (Piazza dell'Indipendenza di Kiev) per porre fine alla situazione di stallo e deporre le armi ... queste sono le forze di polizia che hanno violentemente sparato contro i manifestanti nel centro di Kiev. Questo è quello che suggerisco: le autorità dovrebbero ritirare immediatamente le forze dell'ordine e porre fine alla sanguinosa repressione, o la gente continuerà a morire. Questo è quello che ho detto a Janukovyč. Potrebbero essere una soluzione i colloqui mentre il sangue viene versato? Ma purtroppo nessuno ha compreso la situazione".[370]
- Il Vice Primo Ministro Serhij Arbusov disse nella riunione di gabinetto del 19 febbraio 2014: "È inaccettabile parlare di valori europei e di desiderio di un nuovo livello di sviluppo dell'Ucraina e al tempo stesso sacrificare vite umane, distruggere beni dei cittadini e dello Stato, bruciare le loro auto e i loro appartamenti, e svergognare il paese agli occhi della comunità internazionale".[142]
- Il Ministro ad interim della Giustizia Olena Lukaš accusò l'opposizione di avere violato gli accordi raggiunti e chiese la fine immediata della violenza. Sostenne che l'escalation fu colpa degli estremisti.[371]
- Il parlamentare del Partito delle Regioni Oleh Car'ov apparve alla televisione russa, annunciò che avrebbero cancellato Majdan nel giro di un'ora e dichiarò: "Dopo che avremo posto fine a Majdan, la porremo a livello nazionale".[115]
- Il parlamentare del Partito delle Regioni Vadym Kolesničenko incolpò l'opposizione e Angela Merkel per la violenza in Ucraina.[372]
- Il 18 febbraio 2014, a un'intervista con Hromadske.TV, Inna Bohoslovs'ka disse di avere visto poliziotti travestiti da manifestanti sparare ad altri poliziotti.[373] Lo stesso giorno il sito MVS mostrava persone vestite da manifestanti con armi da fuoco.[374]
- Julija Tymošenko invitò l'opposizione a cessare eventuali colloqui con Viktor Janukovyč.[375]

#### Regioni
- Il Presidium del Consiglio Supremo della Crimea (parlamento della Crimea) - dichiarò che "La pacifica Crimea è estremamente preoccupata da un'altra esplosione di violenza nel centro di Kiev. L'eccidio per le strade della capitale dimostra che l'opposizione ha percepito numerose concessioni da parte delle autorità come una manifestazione di debolezza e ha approfittato della legge di amnistia per prendere una pausa prima di tentare di nuovo di impadronirsi con la forza del potere nel Paese" e che "persone innocenti sono morte per mano di uomini armati senza legge il 18 febbraio. Queste non sono più proteste pacifiche, di cui i leader dell'opposizione e i mezzi di comunicazione di massa di parte hanno detto più volte, e nemmeno disordini di massa. Questo è l'inizio di una guerra civile".[376]
- I Deputati dell'Oblast' di Luhans'k dichiararono - "Ci rivolgiamo al Presidente dell'Ucraina Viktor Janukovyč, con la richiesta di adottare misure rigorose in materia di coloro che oggi praticamente sono andati in guerra contro il nostro paese, e di introdurre lo stato di emergenza. Il tempo dei negoziati di pace è finito - i negoziati non possono essere tenuti con i terroristi e gli estremisti!"[377]
- Il Mejlis dei Tartari di Crimea, l'ex presidente Mustafa Abdülcemil Qırımoğlu, dichiarò: "Essi risponderanno per il sangue di ogni patriota. Esorto tutti i cittadini per creare sacche di resistenza."[378]

#### Oligarchi
- Rinat Achmetov, un sostenitore di Janukovyč, denunciò la violenza: "Non ci sono circostanze che giustifichino l'uso della forza contro cittadini pacifici. I cittadini pacifici non devono soffrire in ogni situazione. Questo deve essere l'obiettivo principale per il governo, l'opposizione e tutte le parti in conflitto. Le perdite umane e le lesioni subite dai manifestanti e dalle forze dell'ordine durante gli scontri di strada è un prezzo inaccettabile per gli errori politici".[115][379] Il 26 febbraio Achmetov rilasciò una dichiarazione in cui chiese riforme in Ucraina, l'introduzione di meccanismi efficaci della pubblica amministrazione, l'ampliamento notevole dei poteri delle amministrazioni regionali e l'aumento della trasparenza e della responsabilità delle autorità per la società civile.[380]
- Viktor Pinčuk - "Una soluzione pacifica deve essere trovata, è assolutamente necessario astenersi dall'uso della forza e trovare un compromesso. L'Ucraina fin dalla sua indipendenza ha evitato spargimenti di sangue. Dobbiamo tornare a questa tradizione immediatamente da questo minuto, questa è la responsabilità... di tutti, chi è al potere, l'opposizione, la società civile, le imprese. È tempo per tutte le parti di compiere passi coraggiosi verso il compromesso che essi non possono ancora essere pronti a prendere, anche questa mattina. Per ognuno di noi, l'amore per l'Ucraina deve essere incommensurabilmente più importante di tutti gli altri sentimenti e interessi."[115]

### Reazioni internazionali

#### Organizzazioni internazionali
- Nazioni Unite - Il Segretario Generale Ban Ki-moon il 19 febbraio ha chiesto la fine delle violenze "inaccettabili" in Ucraina e invocato l'amnistia per i detenuti durante i disordini.[381]
- Unione europea - L'allora Ministro degli Esteri dell'Unione europea Catherine Ashton ha esortato il presidente Janukovyč, il governo insieme ai leader dell'opposizione "ad affrontare le cause profonde della crisi".[382] Inoltre, l'allora Presidente della Commissione europea, José Manuel Barroso, ha rilasciato una dichiarazione in cui esprime le sue condoglianze alle famiglie delle vittime, e per chiedere la fine delle violenze. Egli ha anche osservato che "L'Unione europea ha offerto la sua assistenza sincera per facilitare il dialogo politico tra le parti ed evitare un'escalation. Continuiamo a credere che la riforma costituzionale, la formazione di un nuovo governo inclusivo e la creazione di condizioni per elezioni democratiche costituiscano l'unica via di uscita da questa crisi politica profonda e duratura. [...] Tuttavia, abbiamo anche messo in chiaro che l'UE risponde a qualsiasi deterioramento a terra. Dobbiamo quindi aspettarci che le misure mirate contro i responsabili delle violenze e l'uso eccessivo della forza possano essere concordate dai nostri Stati membri come una questione di urgenza."[383]
- Organizzazione per la Sicurezza e la Cooperazione in Europa - Il presidente dell'OSCE in carica, il Ministro degli Esteri svizzero Didier Burkhalter, il 19 febbraio ha sollecitato le autorità ucraine "a fare il possibile per disinnescare la situazione minacciosa nel Paese" e ha proposto suggerimenti per misure di de-escalation del conflitto, compresa l'assegnazione di un "facilitatore internazionale imparziale, possibilmente lavorando in tandem con una personalità ucraina rispettata, e il dispacciamento di un team internazionale di esperti per stabilire i fatti sui violenti incidenti e sulle violazioni dei diritti umani".[384]
- Consiglio dell'Unione europea - Il Segretario generale del Consiglio, Thorbjørn Jagland, in una dichiarazione del 18 febbraio ha insistito sul fatto che il Parlamento ucraino dovesse avere un "serio dibattito su come uscire dalla crisi" e ha offerto il supporto legale e costituzionale del Consiglio d'Europa.[385]
- Triangolo di Weimar - In una dichiarazione congiunta dei Ministri degli Esteri di Francia, Germania e Polonia, pubblicata il 28 febbraio, i tre paesi hanno esortato le nuove autorità a rispettare i diritti delle minoranze affermando: "una sistemazione duratura della diversità esistente nella società ucraina è resa necessaria per raggiungere le regioni orientali e meridionali e coinvolgere con tutti gli interessi legittimi, compresi i diritti delle minoranze in particolare per quanto riguarda le questioni linguistiche."[386]

#### Nazioni
- Armenia - Il portavoce del Ministero degli Esteri ha detto il 20 febbraio: "Siamo profondamente dispiaciuti delle decine di vittime in seguito agli scontri a Kiev. L'Ucraina è un Paese accogliente per l'Armenia. Ci auguriamo che le parti riprendano i colloqui per raggiungere una soluzione pacifica delle questioni controverse."[387]
- Australia - Il ministro degli Esteri Julie Bishop il 19 febbraio ha condannato le violenze e la perdita di vite in Ucraina, e ha esortato entrambe le parti a riprendere negoziati politici positivi per risolvere la crisi.[388]
- Canada - Il ministro degli Esteri John Baird il 18 febbraio ha dichiarato in un comunicato: "Il Canada invita tutte le parti a dar prova di moderazione e di cessare ogni atto di violenza immediatamente. Nessun atto di violenza o repressione oggi passerà inosservato dal governo del Canada, e lavoreremo con i nostri alleati della comunità internazionale per assicurare che i responsabili saranno chiamati a risponderne".[389] Lo stesso giorno, il ministro degli Esteri ha anche detto che il Canada avrebbe fornito assistenza medica ai manifestanti in Ucraina.[390]
- Colombia - Il Ministero degli Esteri, a nome del Governo, ha rilasciato un comunicato stampa in cui dichiarava "profonda preoccupazione per la situazione in Ucraina", mentre deplorava anche gli "atti di violenza che hanno avuto luogo negli ultimi due giorni". Nello stesso comunicato stampa, la Colombia ha esortato il governo dell'Ucraina a "garantire la sicurezza, i diritti umani e le libertà fondamentali dei suoi cittadini".[391]
- Rep. Ceca - Il ministro degli Esteri Lubomír Zaorálek, in un incontro con l'ambasciatore ucraino il 19 febbraio, ha descritto l'uso della violenza contro i manifestanti come "assolutamente inaccettabile" e che "in nessun caso, devono essere risolti i problemi interni in modo tale".[392]
- Estonia - Il ministro degli Esteri Urmas Paet, in una dichiarazione del 19 febbraio, ha dichiarato: "Dobbiamo aiutare l'Ucraina ad uscire da questa crisi" e ha anche dichiarato che "l'Estonia è disposta a prendere in considerazione misure punitive nei confronti di tutti i responsabili per l'aumento della violenza".[393]
- Finlandia - Il ministro degli Esteri Erkki Tuomioja, in una dichiarazione del 18 febbraio, ha espresso le sue condoglianze alle famiglie delle vittime, sollecitando la fine della violenza e che mostra il supporto per il lavoro della UE, dell'OSCE e del Consiglio d'Europa nei loro tentativi di mediazione in conflitto.[394]
- Georgia - Il Ministero degli Esteri, in una dichiarazione del 18 febbraio, ha condannato l'uso della forza e ha aggiunto che sono "estremamente preoccupati per gli eventi tragici" a Kiev.[395] Il 20 febbraio, il presidente Giorgi Margvelashvili ha affermato che "l'uso delle armi contro la propria gente non lo fa parlare bene di qualsiasi governo" e ha avvertito che "non un solo governo è riuscito a farla franca".[396]

In un'intervista con The Guardian, Irakli Alasania, ministro della Difesa della Georgia, ha detto che la rivoluzione ucraina era il "primo fallimento strategico per Putin". Alasania era ottimista circa il potenziale di una escalation di difficoltà. "C'è un sacco di retorica e di battersi il petto. Non è insolito. Ma la Russia non andrà al confronto militare. Non credo che ci sia una opzione militare sul tavolo per Putin."
- Germania - Il ministro degli Esteri Frank-Walter Steinmeier ha avvertito "i responsabili che prendono decisioni che portano a ulteriori spargimenti di sangue dovrebbero sapere che la decisione europea in materia di sanzioni sarà riesaminata di sicuro".[382]
- Israele - Il ministro degli Esteri Avigdor Lieberman ha dichiarato che Israele era preoccupata per gli eventi e ha espresso la speranza che la situazione possa essere risolta senza perdita di vite umane.[398]
- Italia - Il ministro degli Esteri Emma Bonino il 20 febbraio ha chiesto sanzioni contro i visti dei responsabili delle violenze, un embargo sulle armi e anche aiuti umanitari.[399]
- Lettonia - Il Ministero degli Affari Esteri ha rilasciato una dichiarazione il 19 febbraio, dando la piena responsabilità per l'escalation della crisi al governo ucraino. La dichiarazione ha anche scritto: «I colpevoli della causa di violenze devono essere ritenuti responsabili.»[400]
- Lituania - Il ministero degli Esteri ha emesso una nota indicata in parte: "Chiediamo di fermare la violenza immediatamente e indagare a fondo tutti gli incidenti, che hanno provocato morti e feriti, e di accusare i colpevoli in tribunale. Ancora una volta, invitiamo gli Stati membri dell'Unione europea a discutere la possibilità di applicare misure mirate contro i responsabili per l'uso della forza".[401]»
- Polonia - Il Segretario di Stato Henryka Mościcka-Dendys dal MSZ ha detto al quotidiano Jyllands-Posten il 21 febbraio 2014, che la Polonia si fida che il popolo ucraino decida da solo quale futuro voglia per l'Ucraina, pur sottolineando l'importanza delle relazioni polacco-ucraine che si estendono oltre la storia e in singoli legami familiari. "C'è stato un tempo", ha detto, "quando la Polonia, la Cecoslovacchia e l'Ungheria credevano di rimanere nel blocco sovietico per sempre, il leader russo, Boris El'cin nel 1989, cambiò questa convinzione. Tale situazione è analoga a quella attuale, perché nel lungo periodo la Russia più democratica del futuro può solo beneficiare di un'Ucraina pro-europea".[402]
- Regno Unito - Il Ministro degli esteri William Hague ha affermato: "È chiaro che l'autorità del presidente estromesso Viktor Janukovyč non è più molto accettata in Ucraina e la Gran Bretagna sta lavorando con il nuovo governo di Kiev....l'Ucraina aveva una pressante necessità di una riforma costituzionale, di miglioramenti alla sua cultura politica, di elezioni libere, e della fine della corruzione pervasiva. Intanto, la comunità internazionale deve lavorare con il nuovo governo per scoraggiare ulteriori violenze e d'accordo sul sostegno finanziario internazionale. La situazione finanziaria dell'Ucraina è molto grave e senza assistenza esterna potrebbe non essere sostenibile. Una crisi economica in Ucraina sarebbe una grave minaccia per la stabilità del paese e potrebbe danneggiare conseguenze più ampie. Non è chiaro se il paese poteva aspettare fino alle elezioni presidenziali di fine maggio per un pacchetto finanziario perché si affacciava il calo delle riserve, una moneta inflazionata, e grandi cambi che cadevano a causa dei debiti, ed è stato anche chiuso fuori dai mercati internazionali dei capitali ". Alla domanda su chi il Regno Unito ha riconosciuto come attuale capo di Stato, Hague ha detto che la Gran Bretagna stava lavorando con il nuovo governo.[403] "Vi è naturalmente una controversia costituzionalmente su chi è il presidente, ma in questa situazione è molto chiaro che, quali che siano le disposizioni costituzionali, l'autorità del signor Janukovyč non è più ampiamente riconosciuta come presidente", ha detto. "E al fine di raggiungere gli obiettivi che ho appena esposto, è necessario per noi parlare al portavoce che è stato dichiarato presidente in carica."
- Romania - Il presidente Traian Băsescu ha dichiarato che gli eventi minacciano la stabilità nella regione. Inoltre, il presidente ha dichiarato che "la Romania è d'accordo con le singole sanzioni proposte, per il lato positivo che è stato superato. I 25 morti servono come prova per il fatto che entrambe le parti (il governo ucraino e i manifestanti) hanno attraversato la linea".[404] Il Primo Ministro di Romania, Victor Ponta, ha fatto un appello immediato alla pace, affermando che "gli sforzi diplomatici porteranno alla cessazione della violenza".[405]
- Russia - Il Ministero degli Esteri russo ha dichiarato il 19 febbraio: "Quello che sta accadendo è il risultato diretto delle politiche di pacificazione da parte dei politici occidentali e delle istituzioni europee, che dall'inizio della crisi hanno chiuso un occhio alle azioni aggressive delle forze radicali in Ucraina, in tal modo incoraggiandoli a degenerare e provocare la legittima autorità."[406] Secondo il segretario stampa del Presidente della Russia, la Russia considera gli eventi in Ucraina un tentativo di colpo di stato.[407]

Il 20 febbraio 2014, il primo ministro russo Dmitry Medvedev ha dichiarato che la Russia poteva cooperare pienamente con l'Ucraina, quando la sua leadership era in "buona forma". Egli ha aggiunto che la Russia vuole un "governo forte" in Ucraina, "in modo che la gente non debba pulirsi i piedi sulle autorità come uno zerbino". Il ministro degli Esteri russo Sergej Lavrov ha paragonato le minacce di sanzioni UE "ai responsabili per la violenza di ricatto in Ucraina". "L'UE sta anche cercando di prendere in considerazione l'introduzione di sanzioni e al stesso tempo vengono a Kiev in missioni non invitati".
Il 25 febbraio il ministro degli Esteri Sergej Lavrov ha espresso preoccupazione per la lealtà del canale televisivo "Inter", per i canali televisivi russi in Ucraina, per la libertà di parola in Ucraina e per l'abolizione della legge ucraina sulla lingua e ha aggiunto che il suo governo era interessato a "prevenire l'influenza dei radicali e nazionalisti, che ora stanno cercando di suonare il primo violino".
- Svezia - Il ministro degli Esteri Carl Bildt ha rilasciato una dichiarazione dicendo in parte, "L'UE non esiterà a prendere provvedimenti nei confronti degli interessi delle persone associate con la repressione e la violenza in Ucraina". Egli ha anche osservato che Janukovyč ha "le mani sporche di sangue."[115] He also noted Yanukovych has "blood on his hands."[409]
- Stati Uniti - Il presidente Barack Obama ha avvertito il 19 febbraio che ci sarebbero state conseguenze se la violenza fosse continuata in Ucraina e che l'esercito ucraino non avrebbe dovuto entrare in una situazione che poteva essere risolta da civili.[410][411] Gli Stati Uniti hanno anche imposto un divieto di visto per 20 alti funzionari ucraini e di altre persone che hanno accusato di essere dietro la violenta repressione dei manifestanti.[412] Il 20 febbraio 2014, il presidente Obama ha aspramente criticato il sostegno del governo russo a Janukovyč e ha invocato il rispetto delle libertà fondamentali delle persone.[413].
- Turchia - Il ministro degli Esteri Ahmet Davutoğlu ha detto in una conferenza stampa, "L'Ucraina è uno dei paesi con una posizione strategica nel bacino del Mar Nero. La stabilità dell'Ucraina e la pace nel paese è di vitale importanza per l'intera regione".[414]
- Ungheria- Il ministero degli Esteri ha espresso la sua profonda preoccupazione e condoglianze estese alle famiglie delle vittime. Ha inoltre dichiarato che, come paese vicino, l'Ungheria è interessata ad una "Ucraina stabile, democratica, e integra, così come siamo direttamente interessati alla certezza giuridica degli ungheresi Trans-Carpatici".[415]

#### Politici
- L'ex presidente georgiano Mikheil Saak'ashvili ha detto che la Russia aveva acquistato la sovranità dell'Ucraina con la sua ultima offerta di denaro contante. Ha anche detto che la reazione in Europa è stata "assolutamente inadeguata."[115]
- L'ex ministro degli Affari Esteri romeno Mircea Geoană, ha dichiarato che una guerra civile all'interno dell'Ucraina "non è esclusa". Geoană considera la crisi come "la più grave crisi al confine della Romania in molti anni".[416]
- L'ex presidente dell'Ucraina Leonid Kravčuk ha detto che lo stato di emergenza dovrebbe essere introdotto a Kiev per fermare la guerra civile.[417]